# Biserica de lemn din Runcu Mic

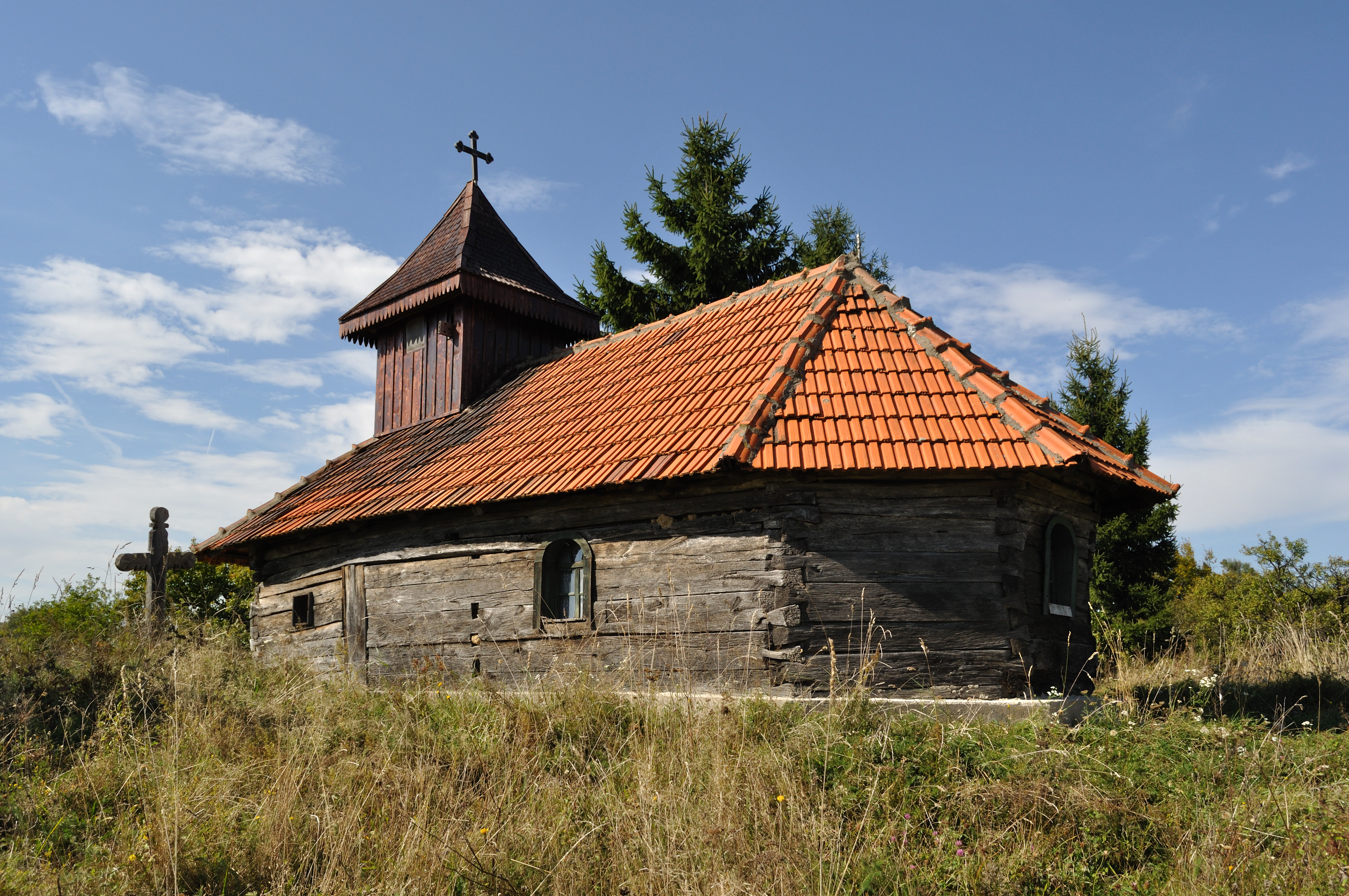
Biserica de lemn „Pogorârea Sfântului Duh” din Runcu Mic, comuna Veţel, județul Hunedoara, foto: septembrie 2010.

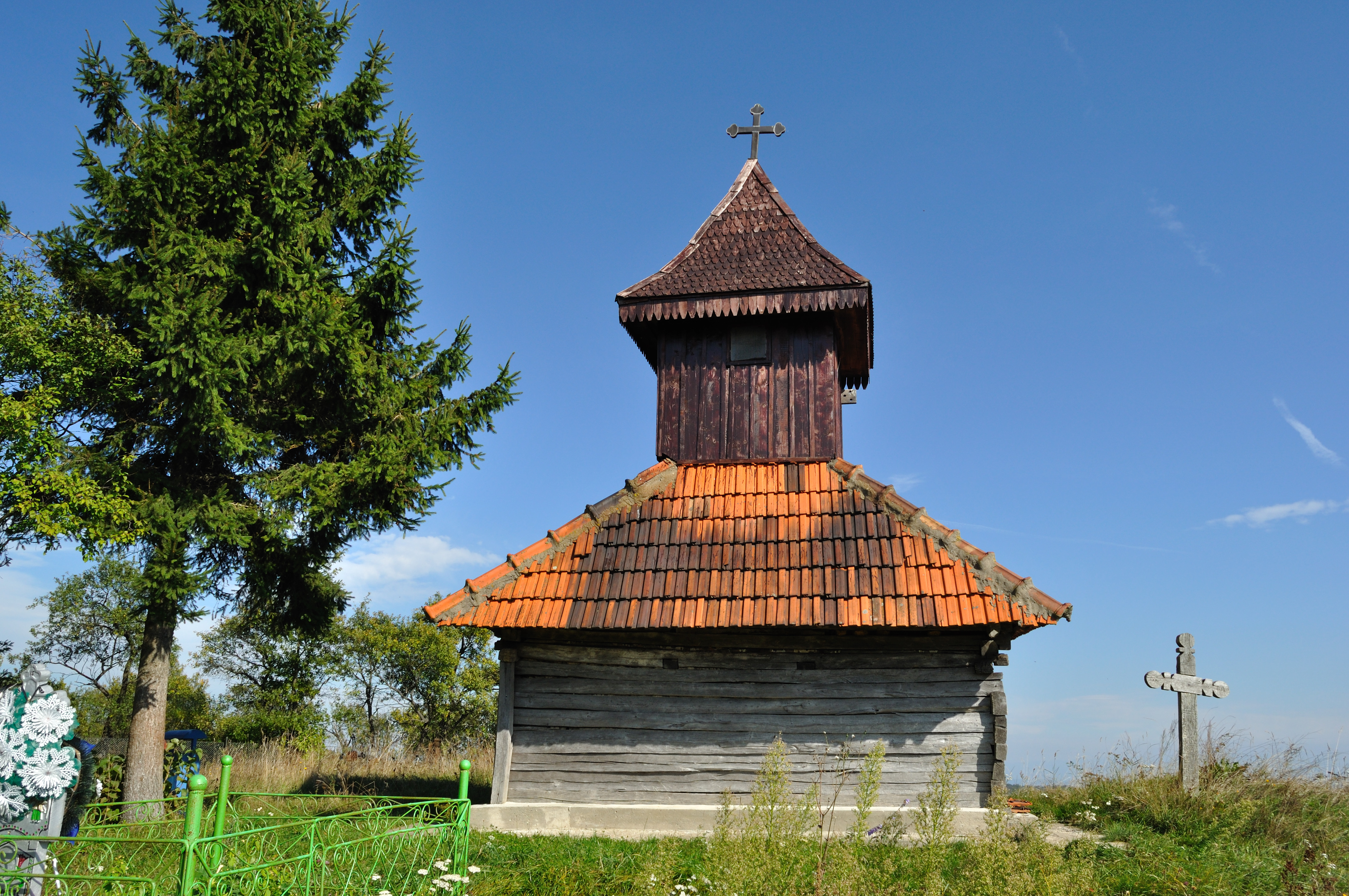
Biserica (vest)

Biserica de lemn din Runcu Mic, comuna Vețel, județul Hunedoara a fost ridicată la începutul secolului XVIII (1720). Are hramul „Pogorârea Sfântului Duh”. În ciuda vechimii sale și a măiestriei lucrului în lemn biserica nu se află pe noua listă a monumentelor istorice.

## Istoric și trăsături
Biserica satului Runcu Mic, închinată praznicului „Pogorârii Duhului Sfânt”, este atestată documentar în anul 1720, cu toate că vechimea sa este cu mult mai mare; argumente în acest sens sunt atât dimensiunile modeste ale edificiului, cât și prezența intrării nordice. Este vorba de un lăcaș de plan dreptunghiular, cu absida nedecroșată, poligonală cu trei laturi, prevăzut cu o clopotniță miniaturală, cu un coif piramidal. Aspectul actual i l-au conferit însă numeroasele reparații și transformări. Astfel, la o dată neprecizabilă, pereții i-au fost supraînălțati, iar nava s-a extins spre apus. În anii 2007-2008, s-au reînnoit acoperișul de țiglă și pardoseala, turnul a fost consolidat, tencuiala interioară a fost răzuită, bârnele fiind căptușite cu lambriuri din lemn. Biserica nu a fost pictată, pereții fiindu-i împodobiți cu icoane portabile, iar în vechime cu xilogravuri. Tradiția locală transmite informația potrivit căreia biserica ar fi fost adusă din satul Făgețel. Consripțiile anilor 1733, 1750 și 1761-1762, precum și harta iosefină a Transilvaniei (1796-1773), îi confirmă, oricum, existența.

## Imagini din interior

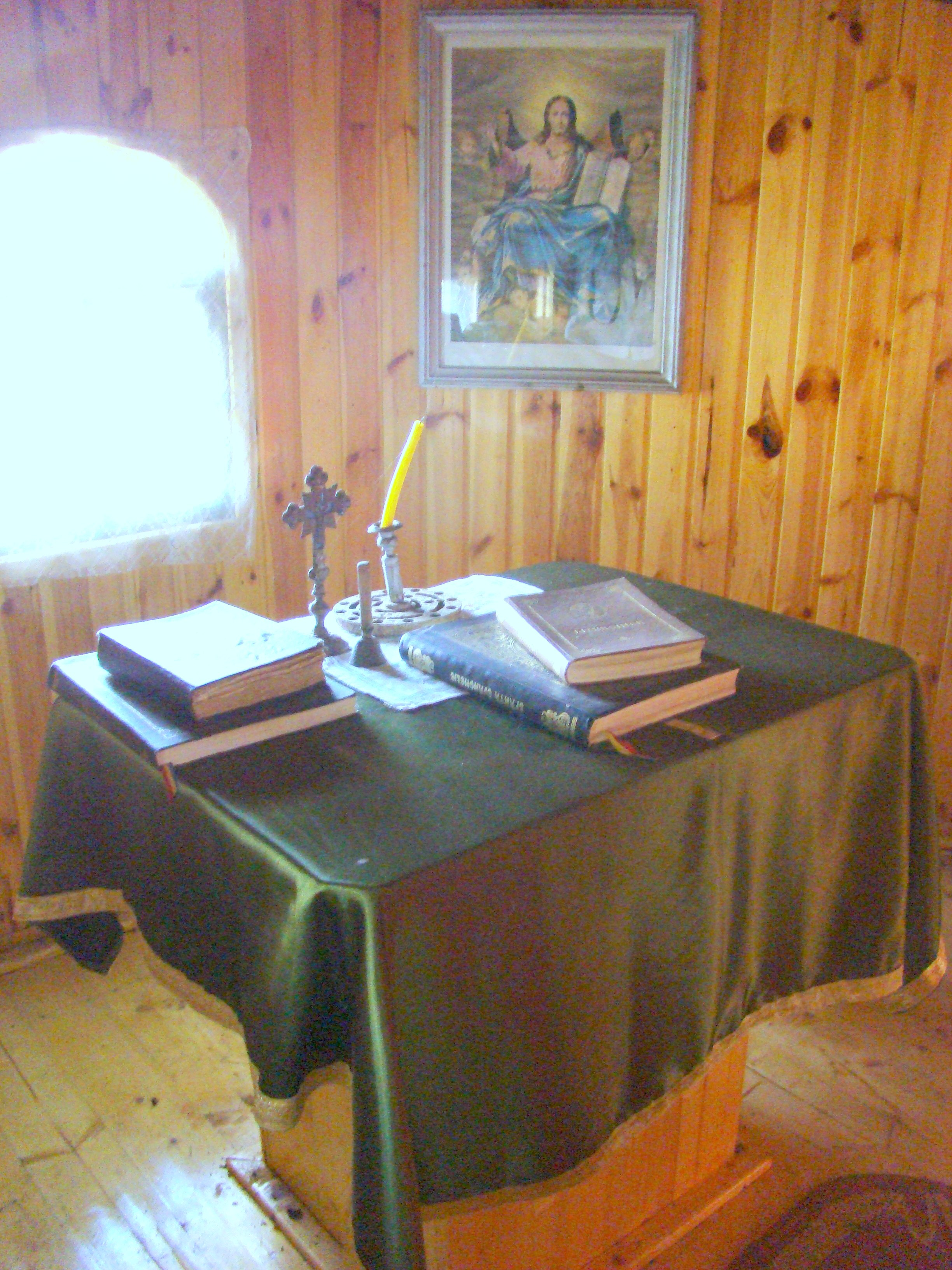
Masa altarului
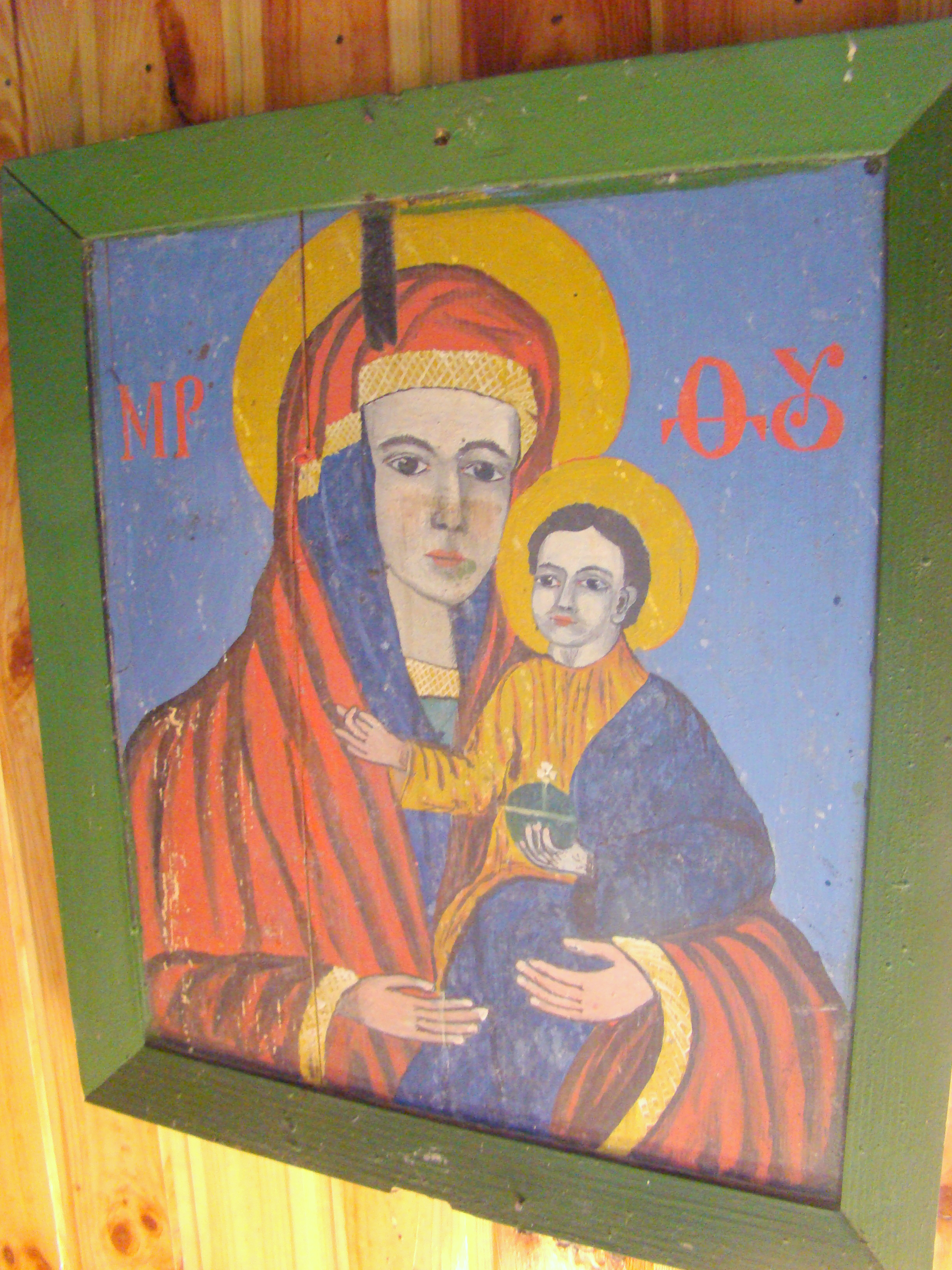
Maica Domnului cu pruncul
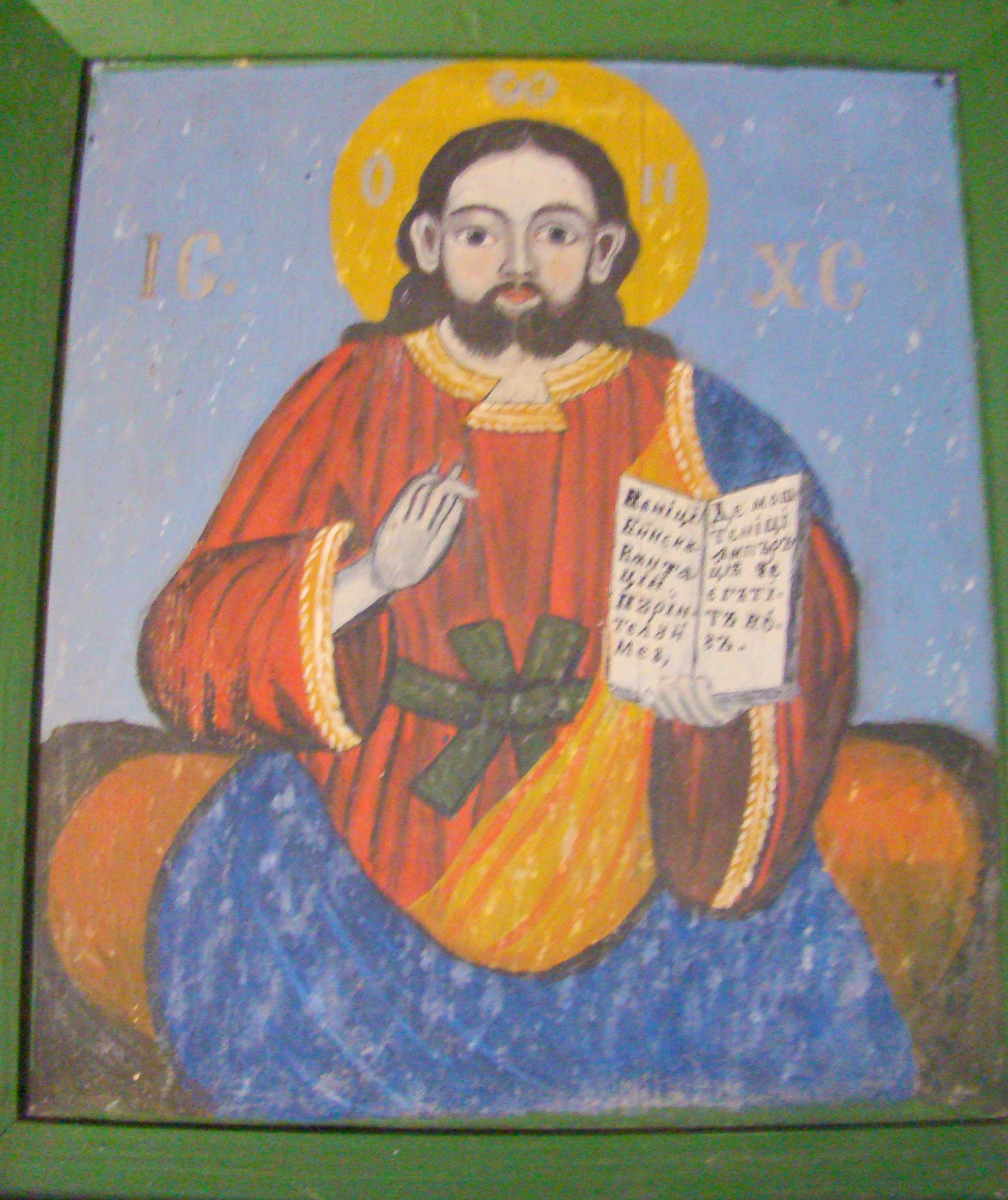
Icoana Mântuitorului
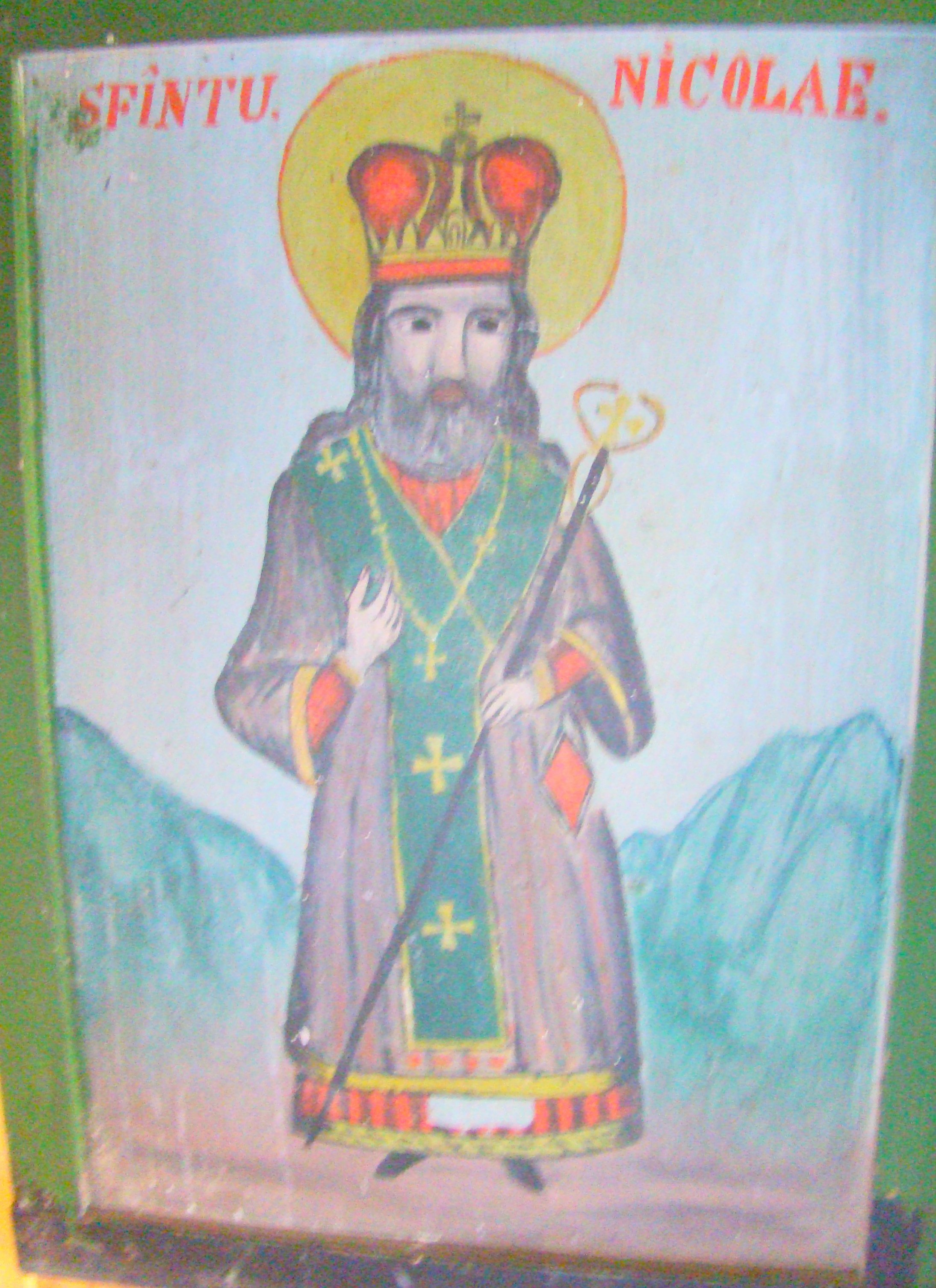
Sfântul Nicolae
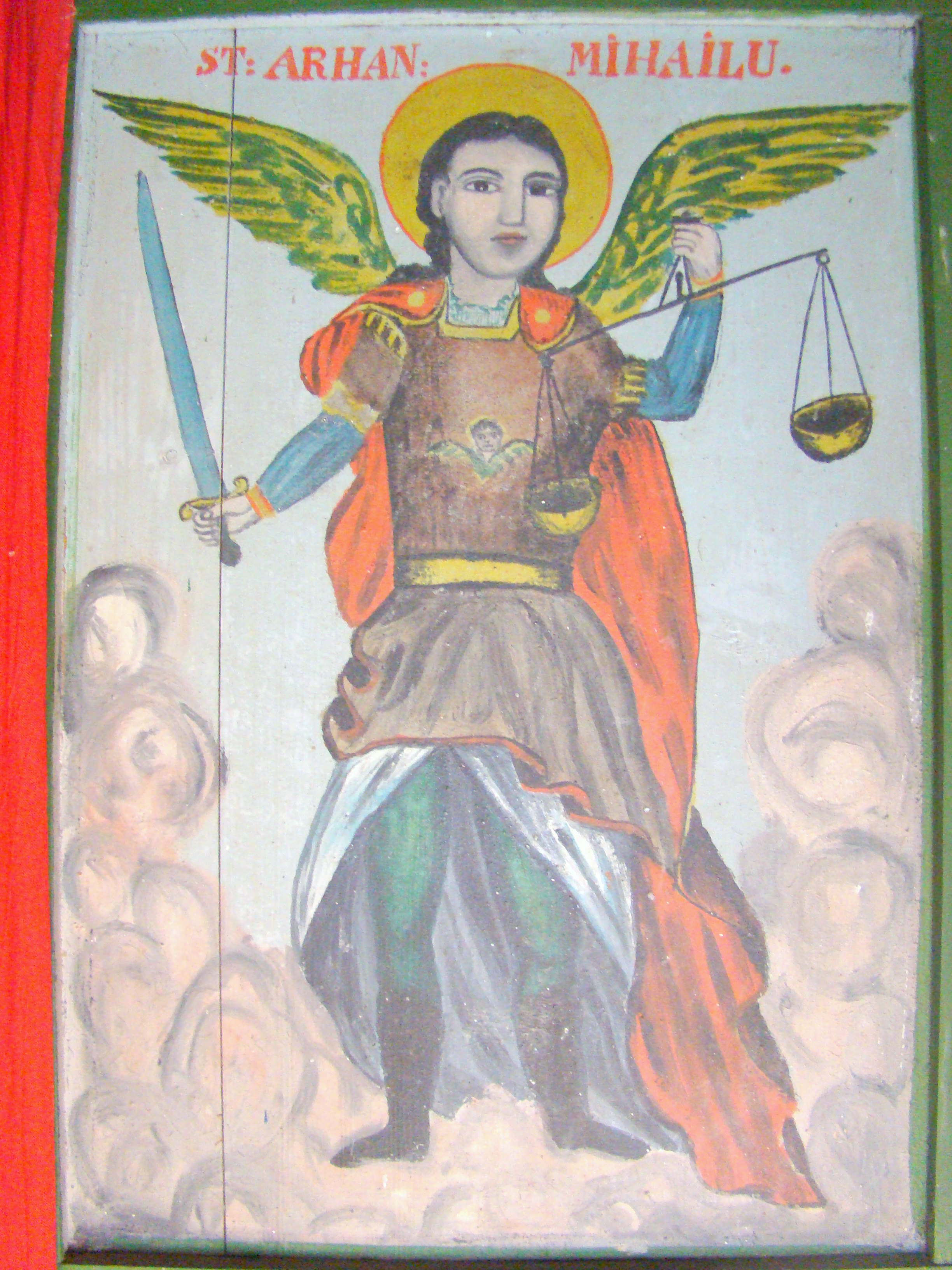
Arhanghelul Mihail
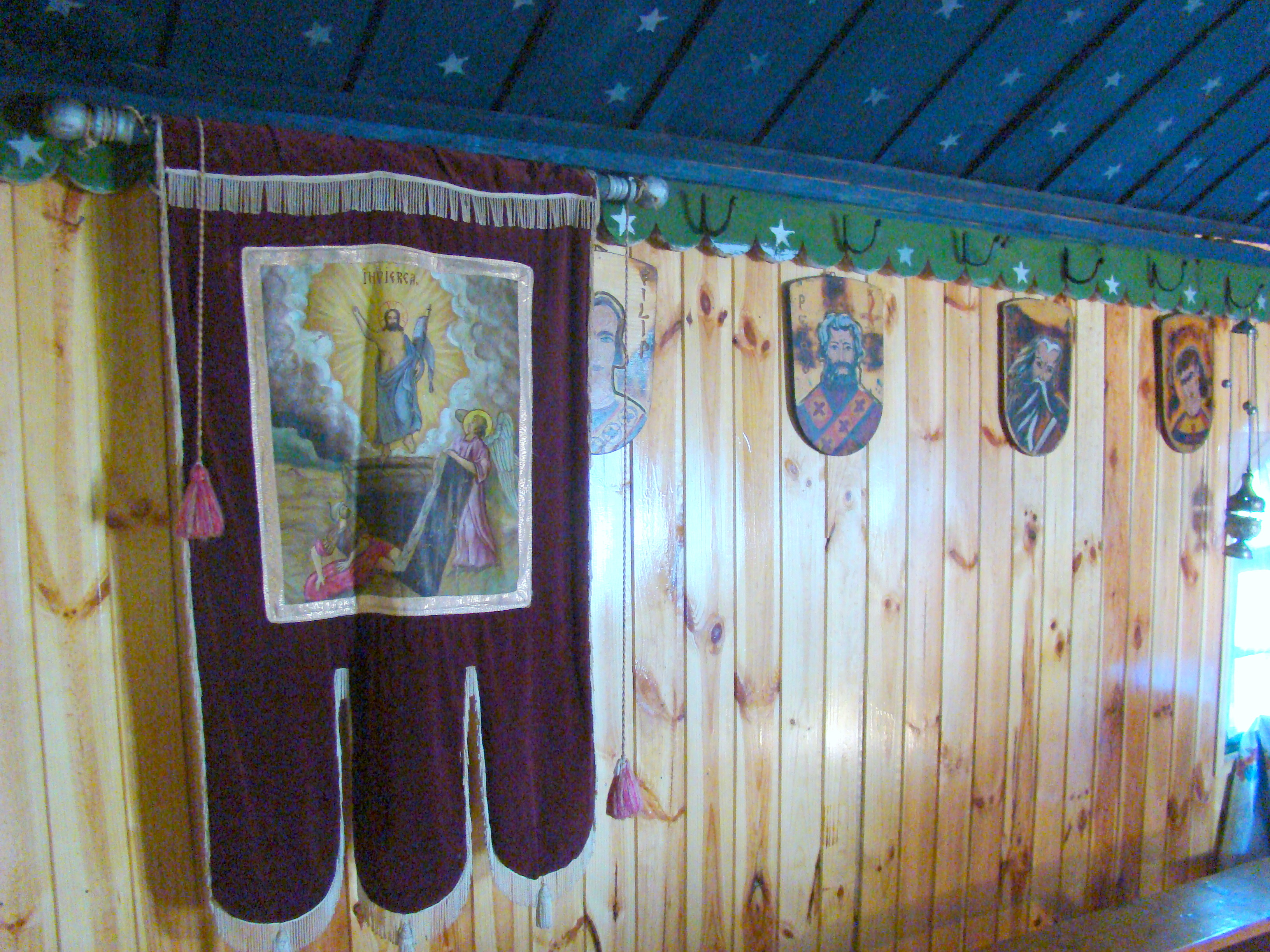
Prapur și xilogravuri
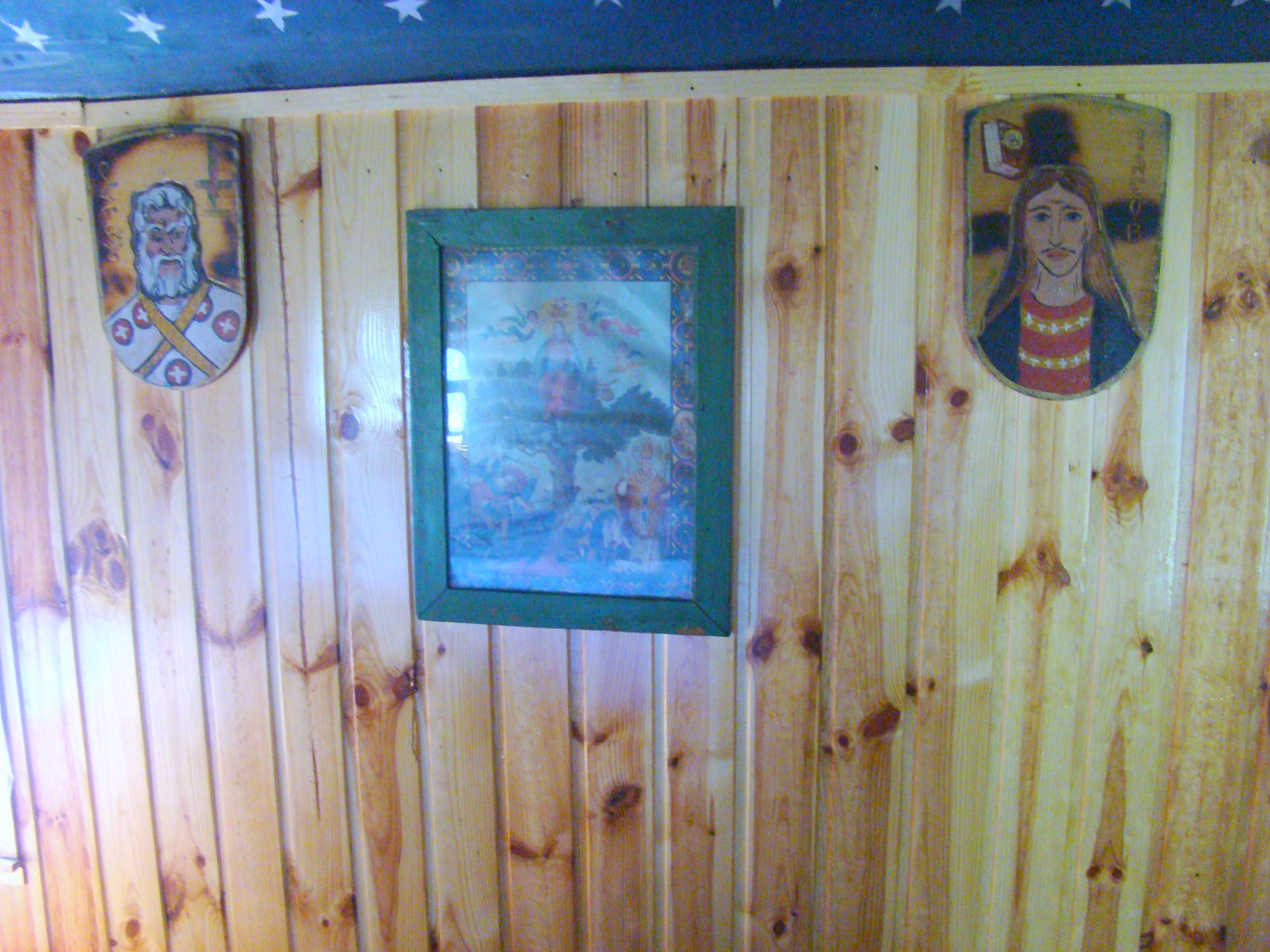
Xilogravuri
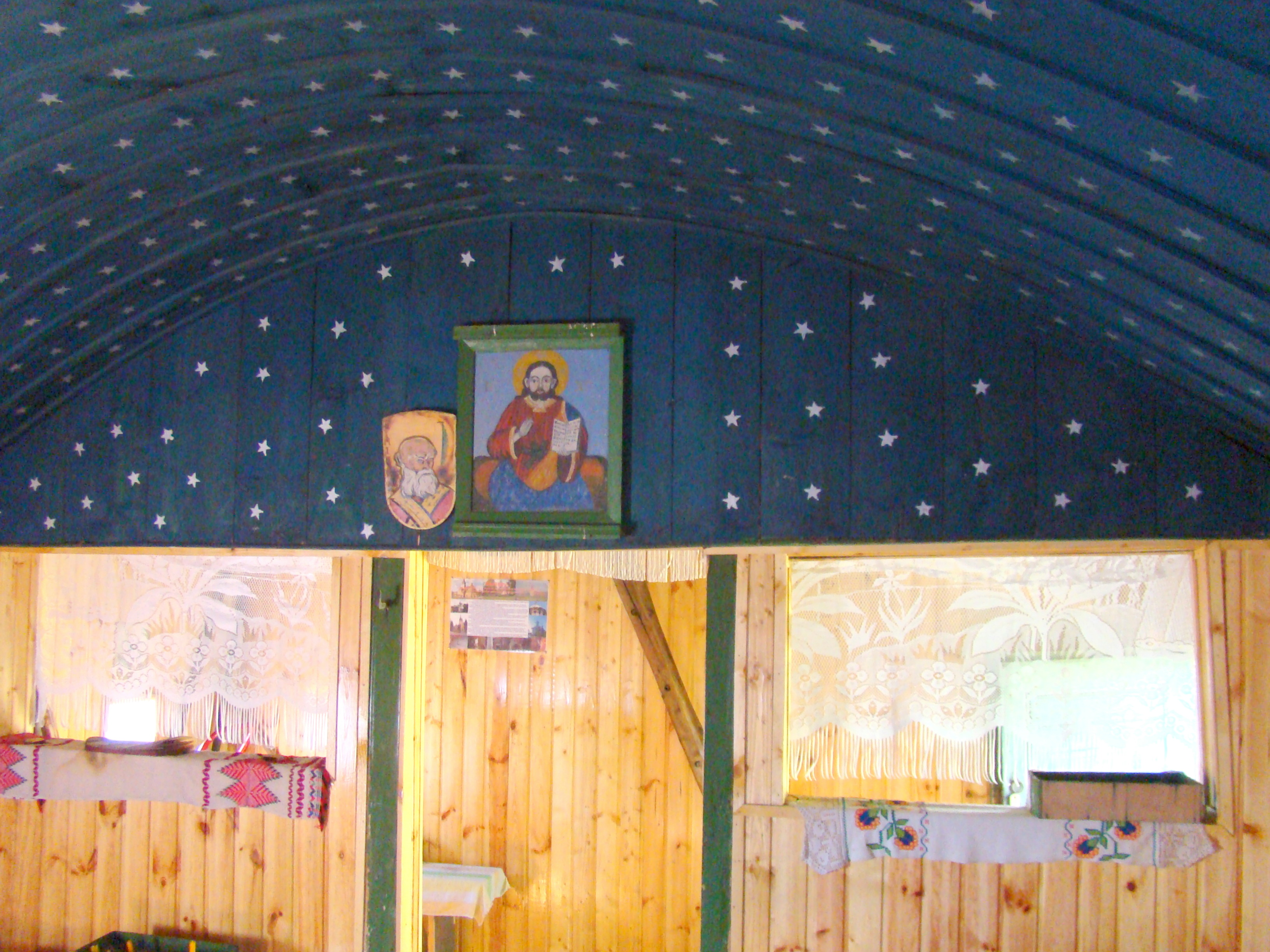
Trecerea din naos în pronaos
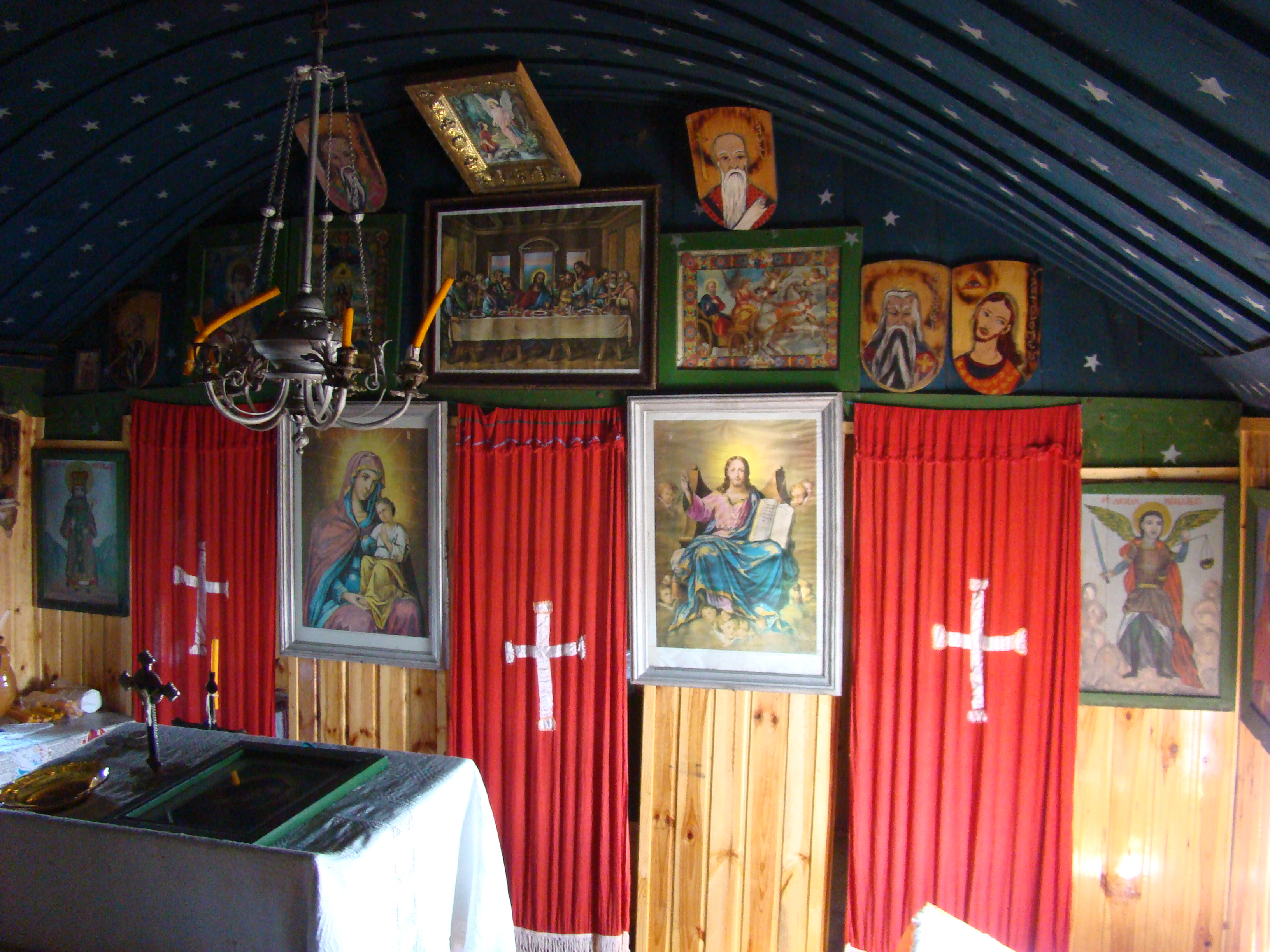
Iconostasul (vedere laterală)
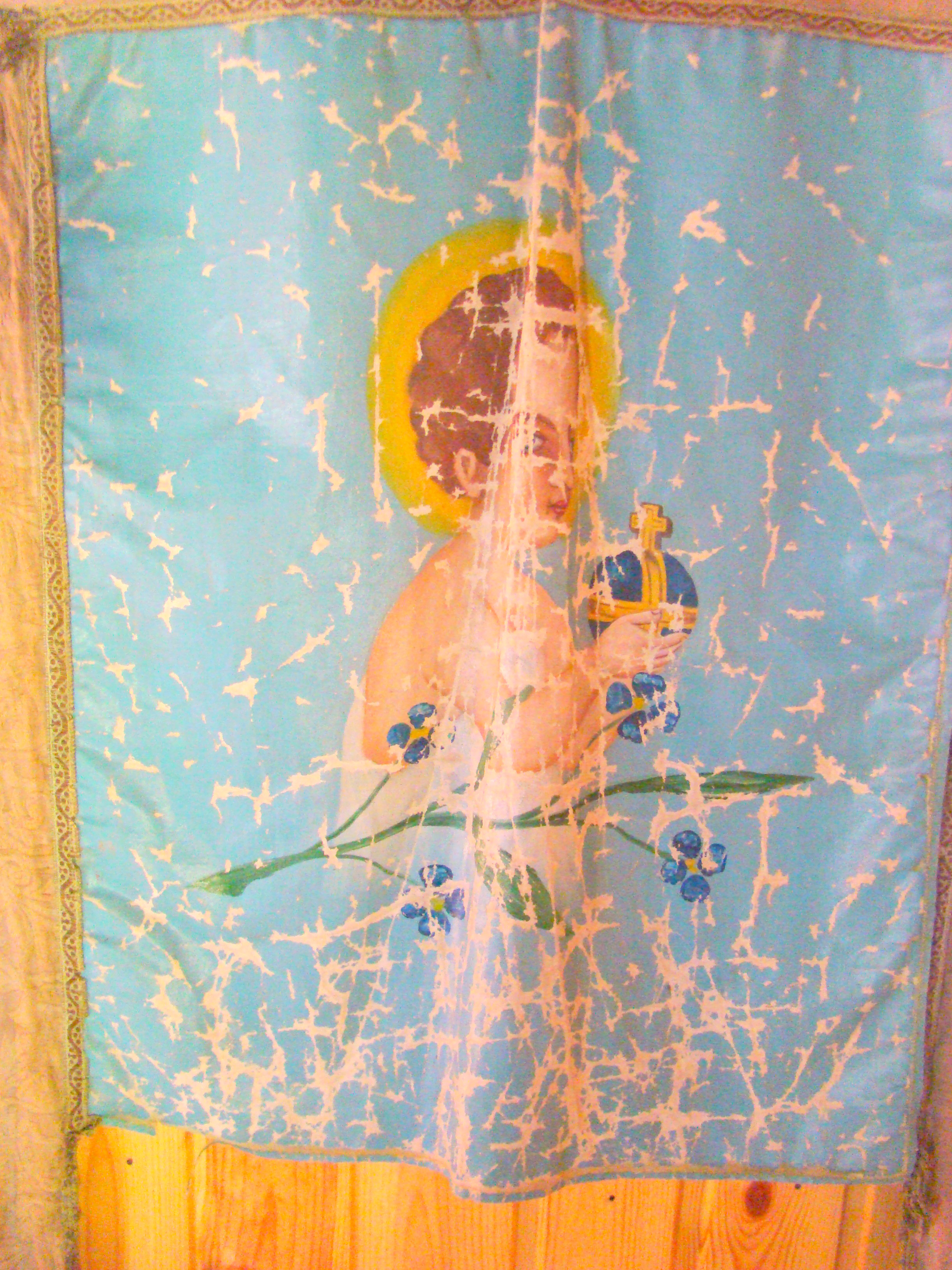
Prapur vechi
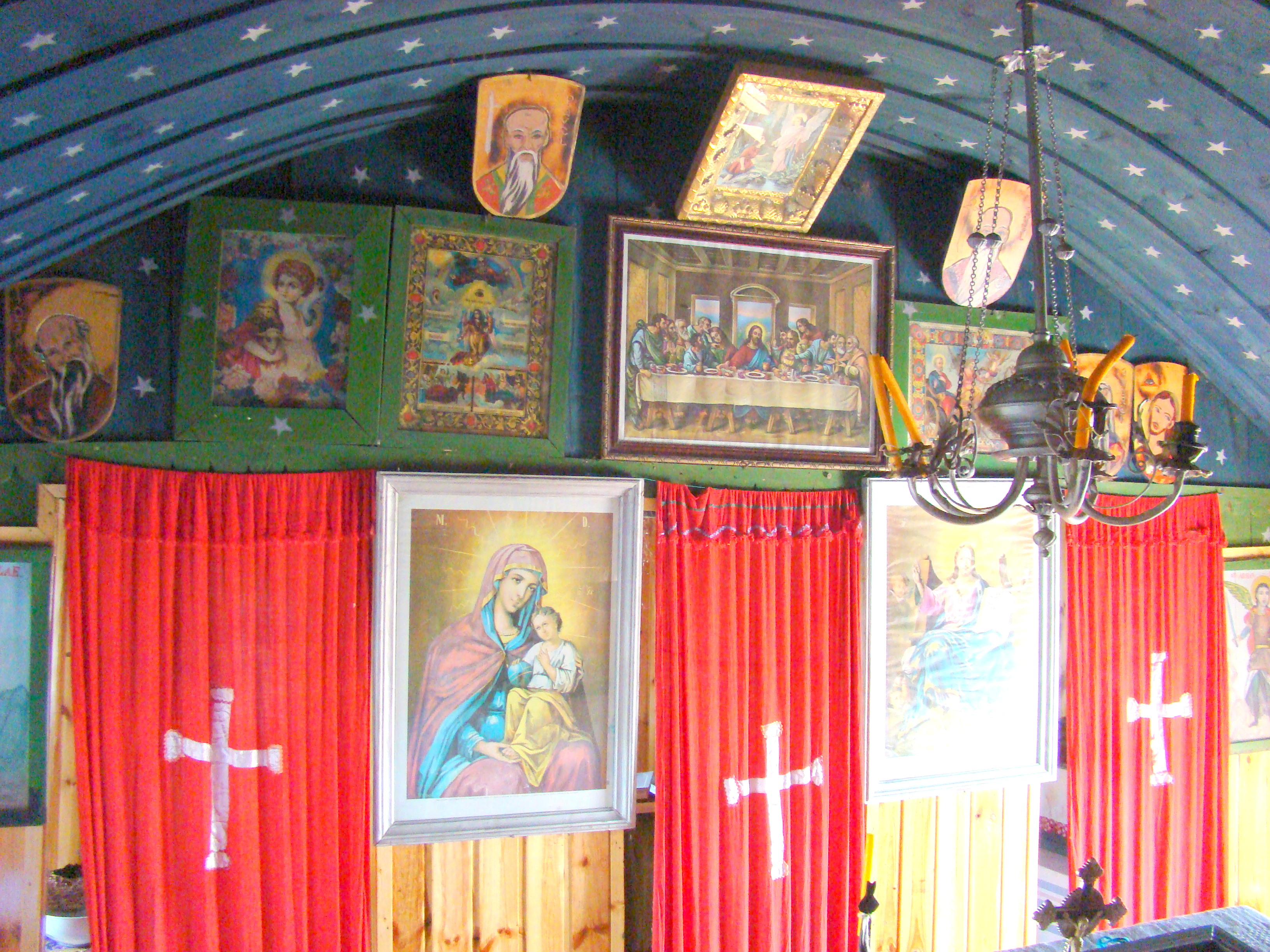
Iconostasul (vedere laterală)
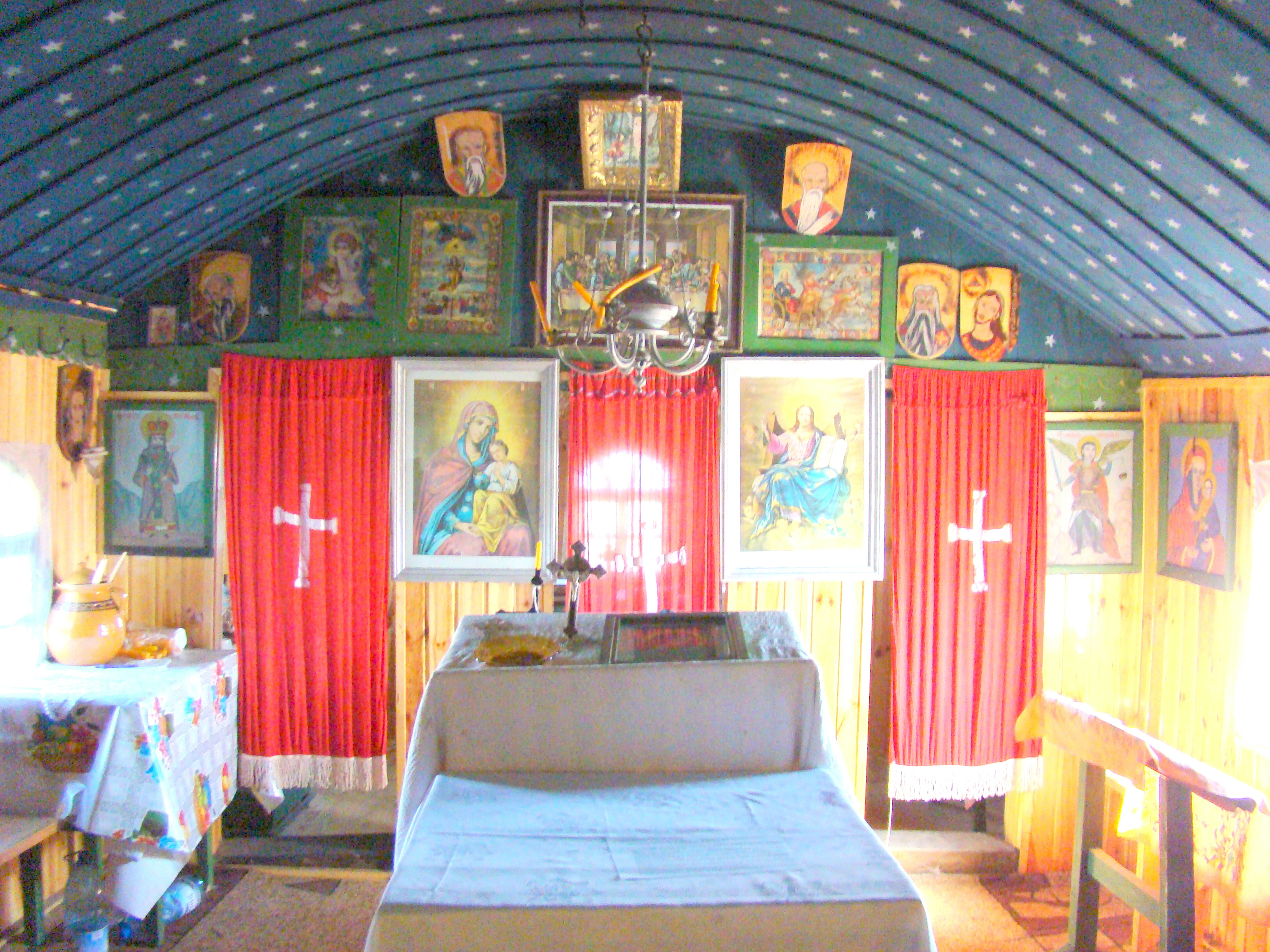
Interiorul navei
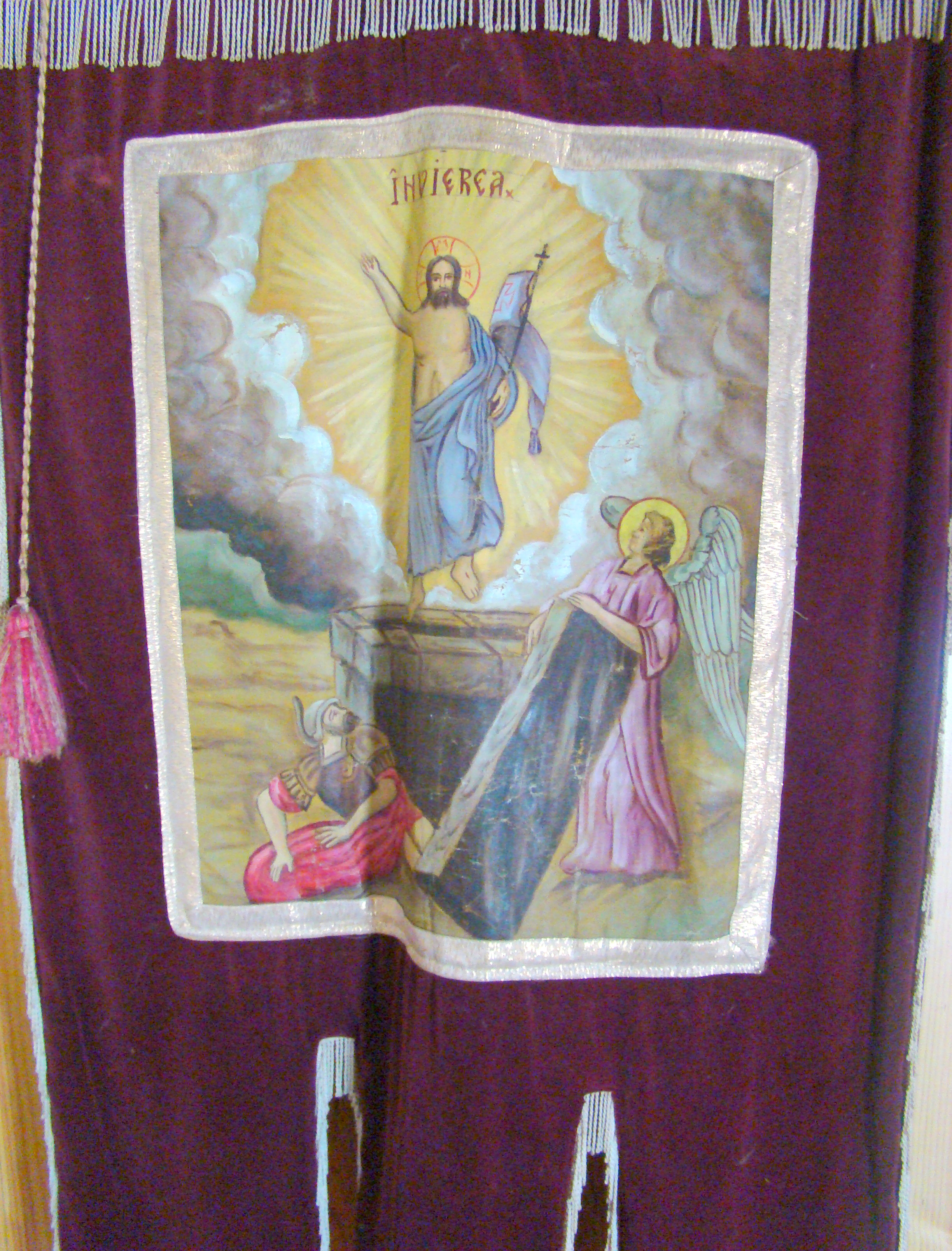
Prapur

## Imagini din exterior

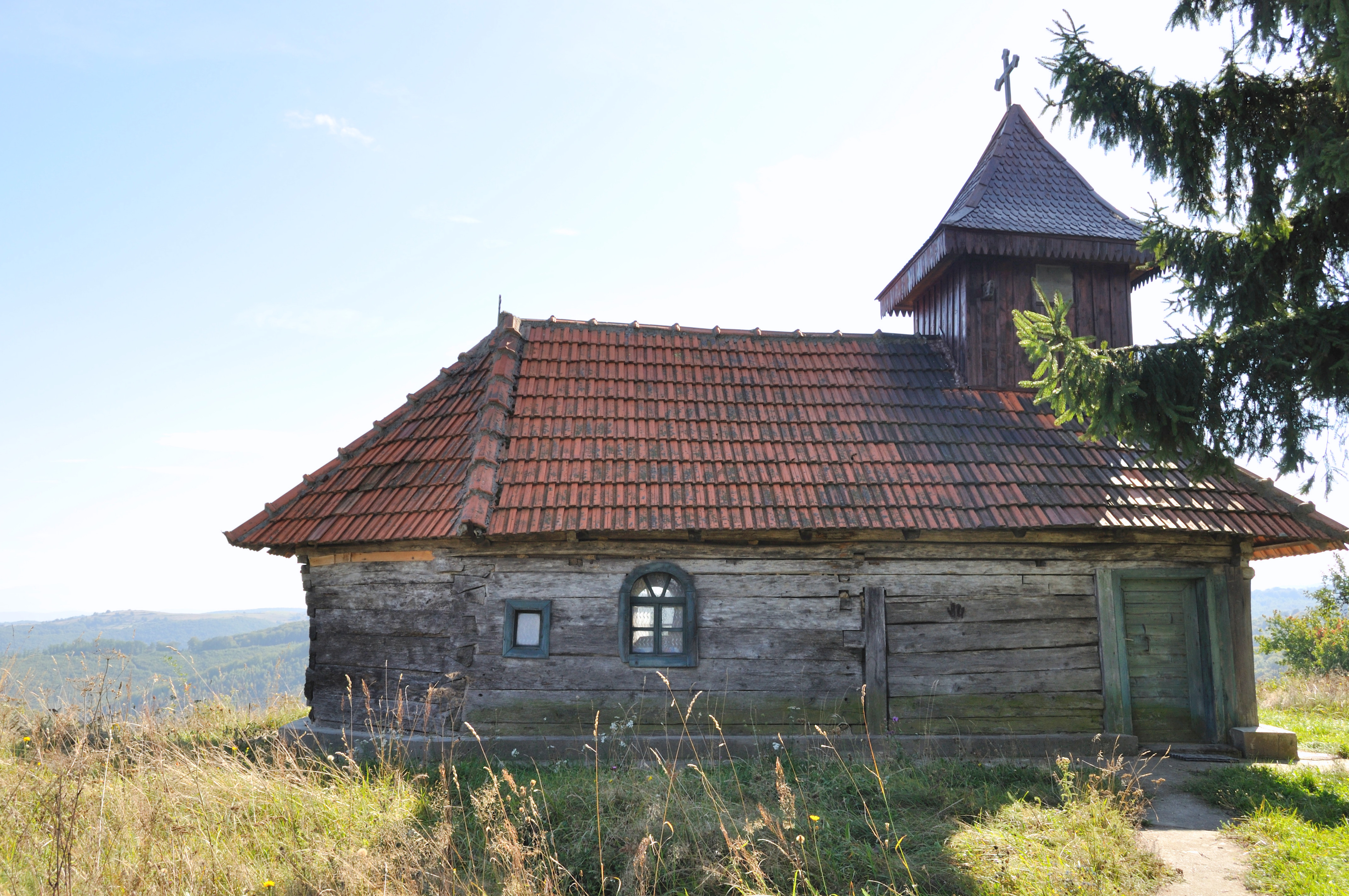
Biserica (nord)
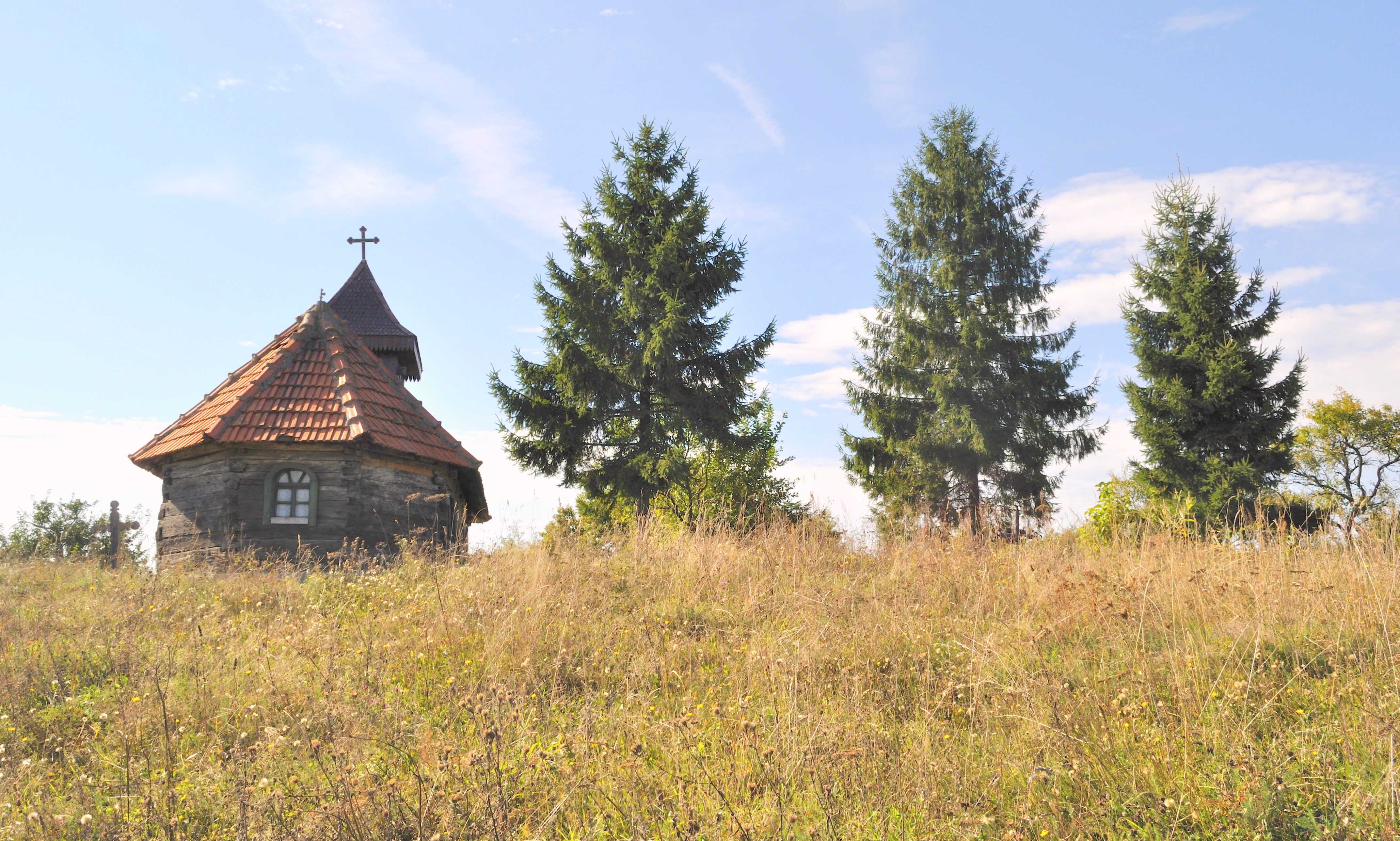
Biserica (est)
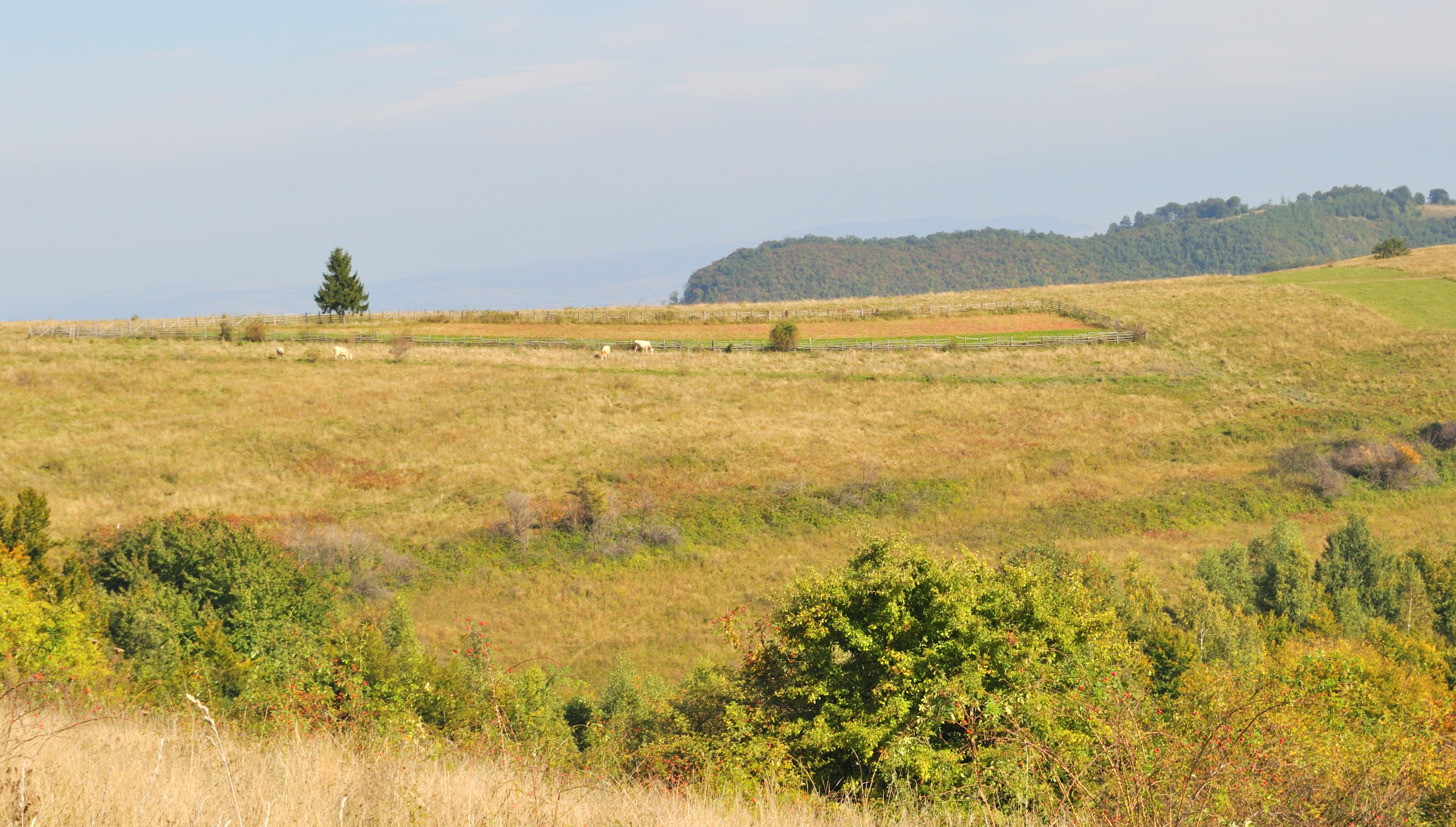
Împrejurimile bisericii
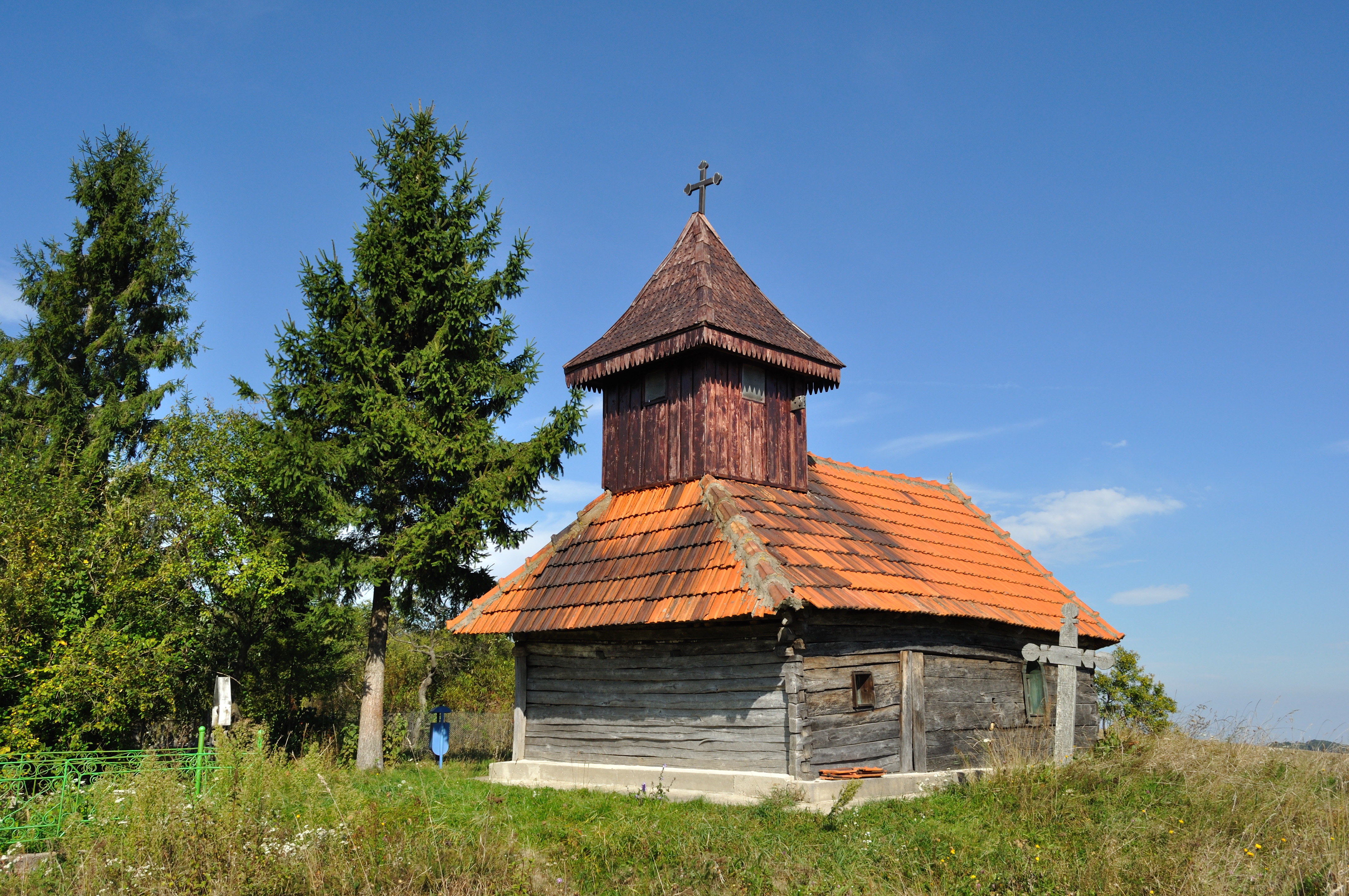
Biserica (sud-vest)
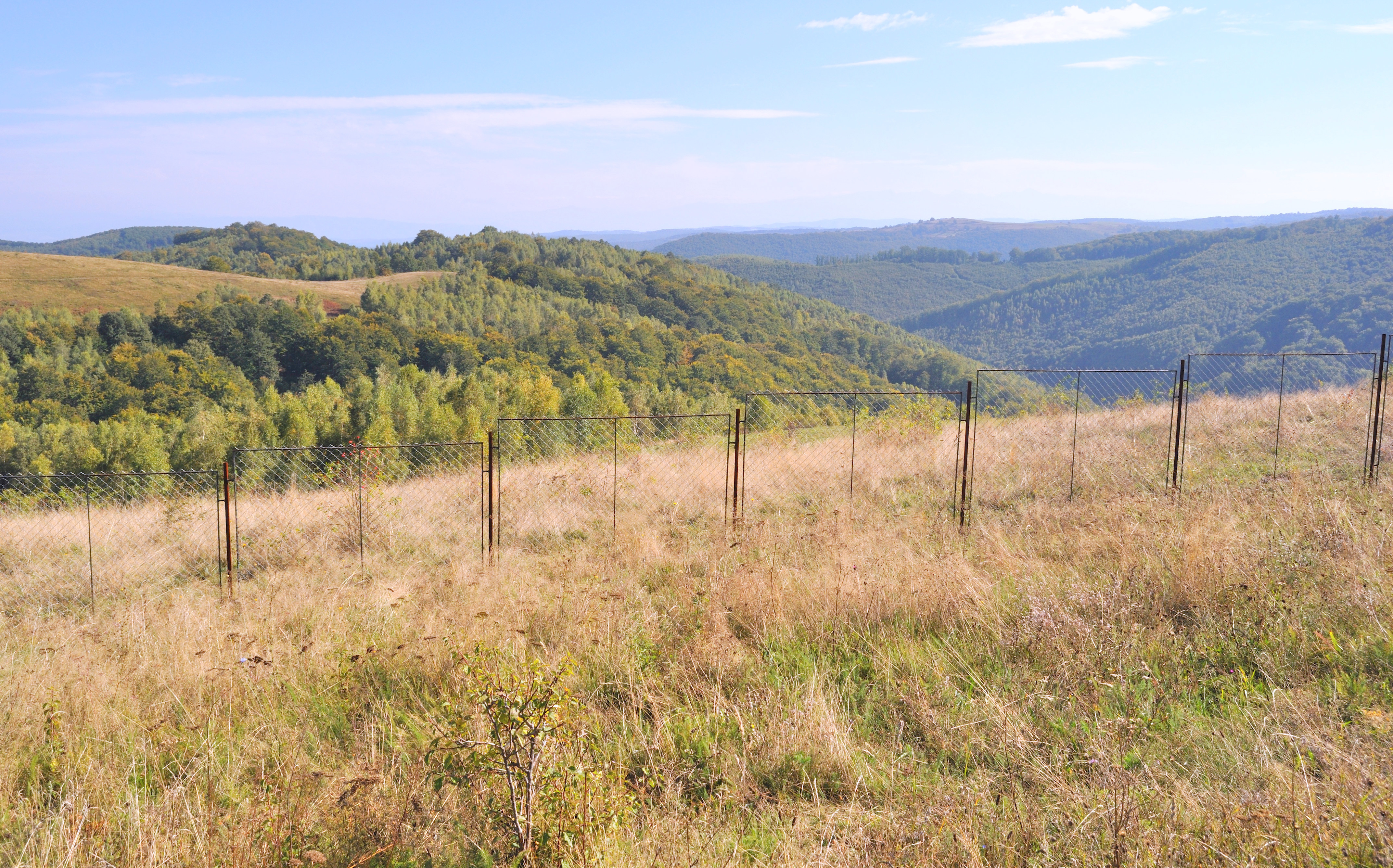
Împrejurimile bisericii
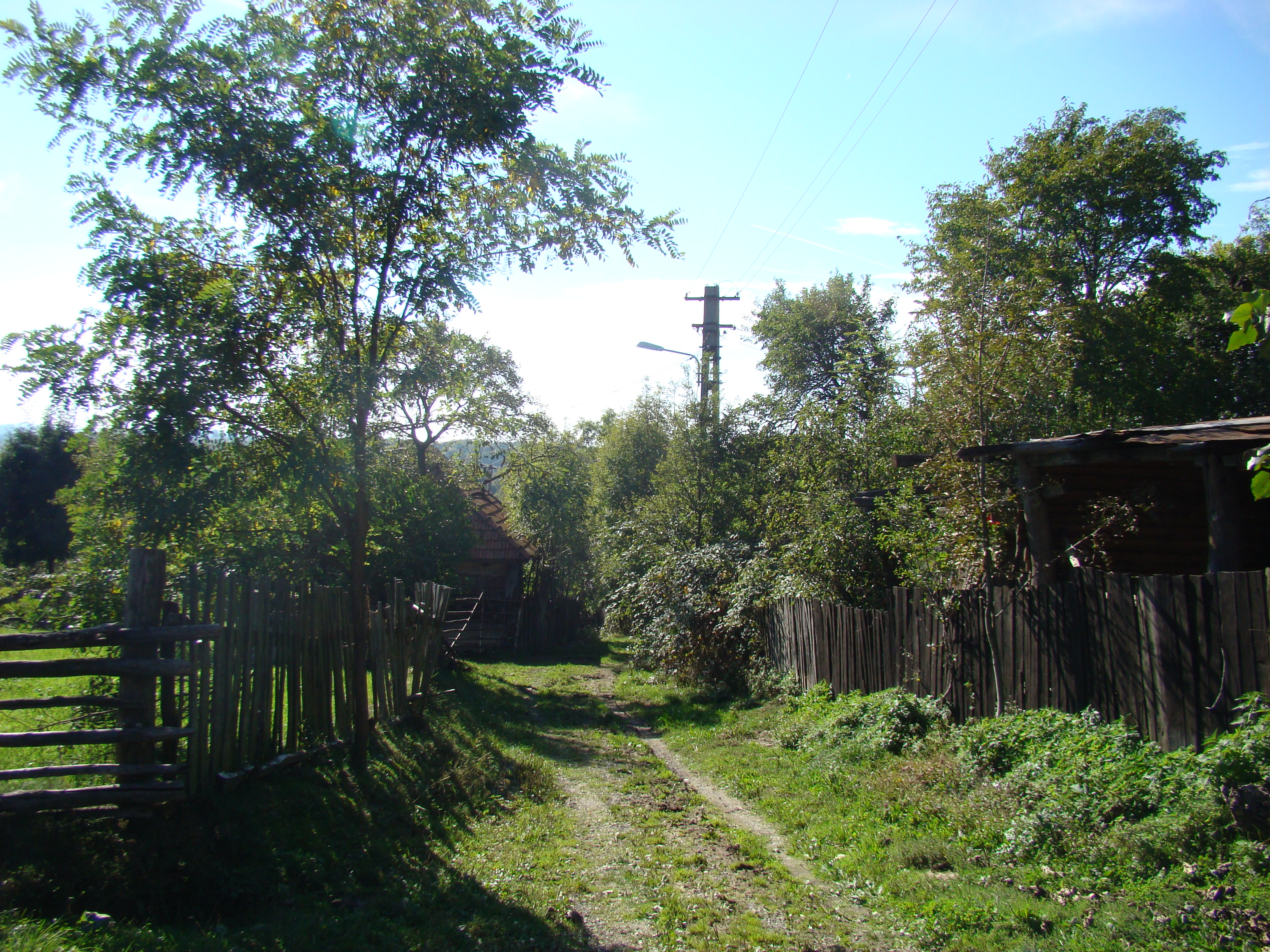
Împrejurimile bisericii
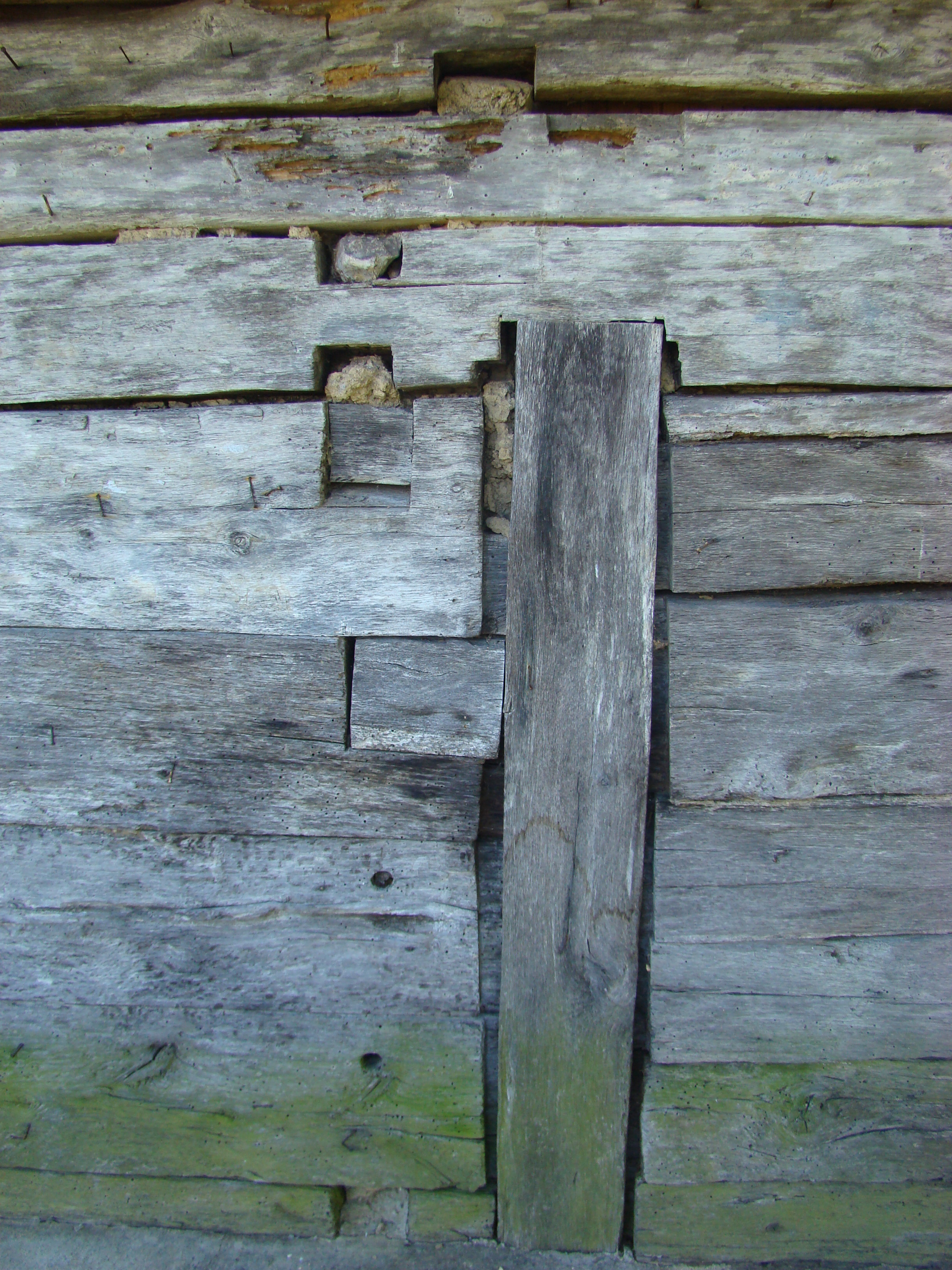
Îmbinări
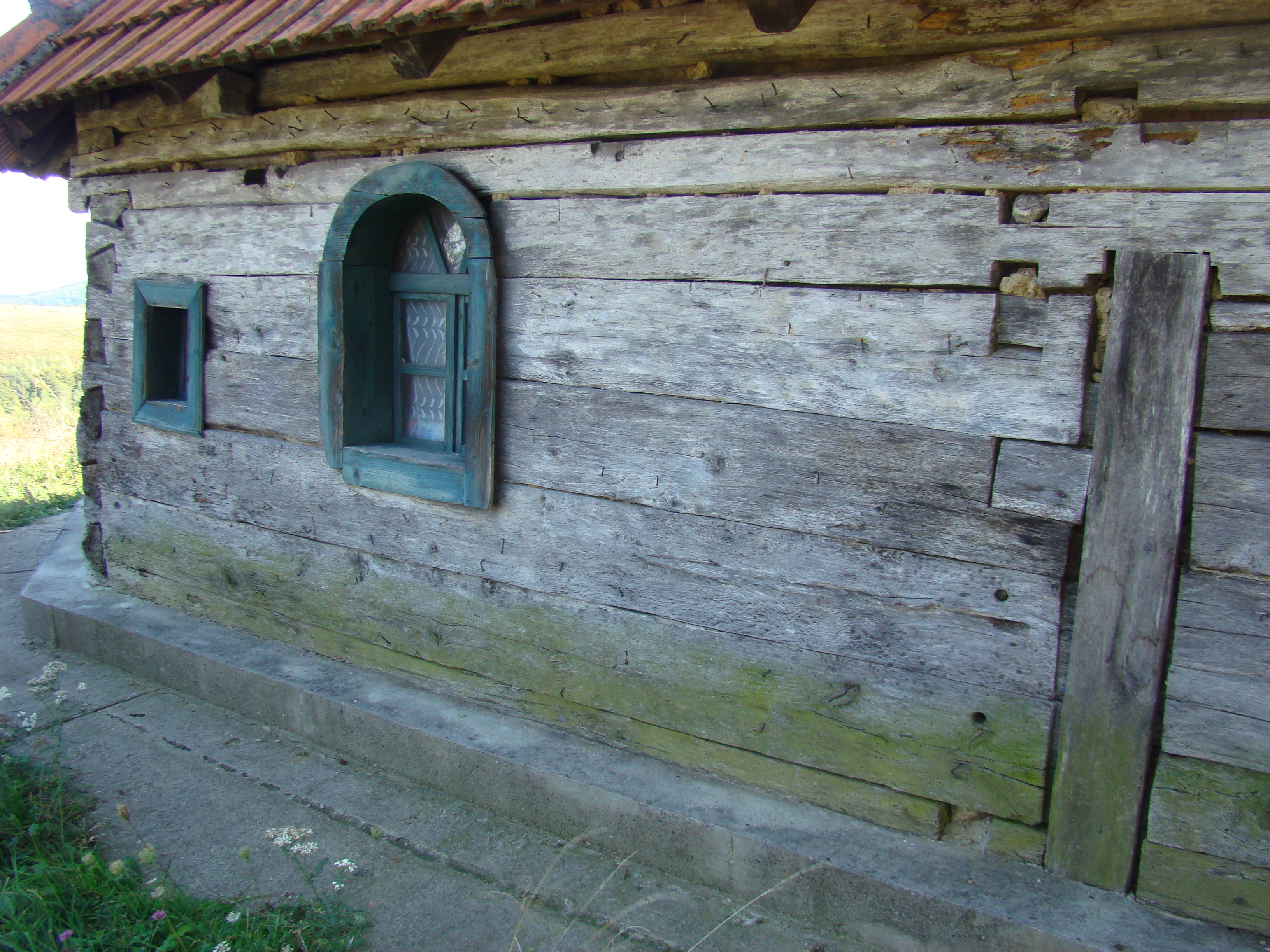
Latura nordică
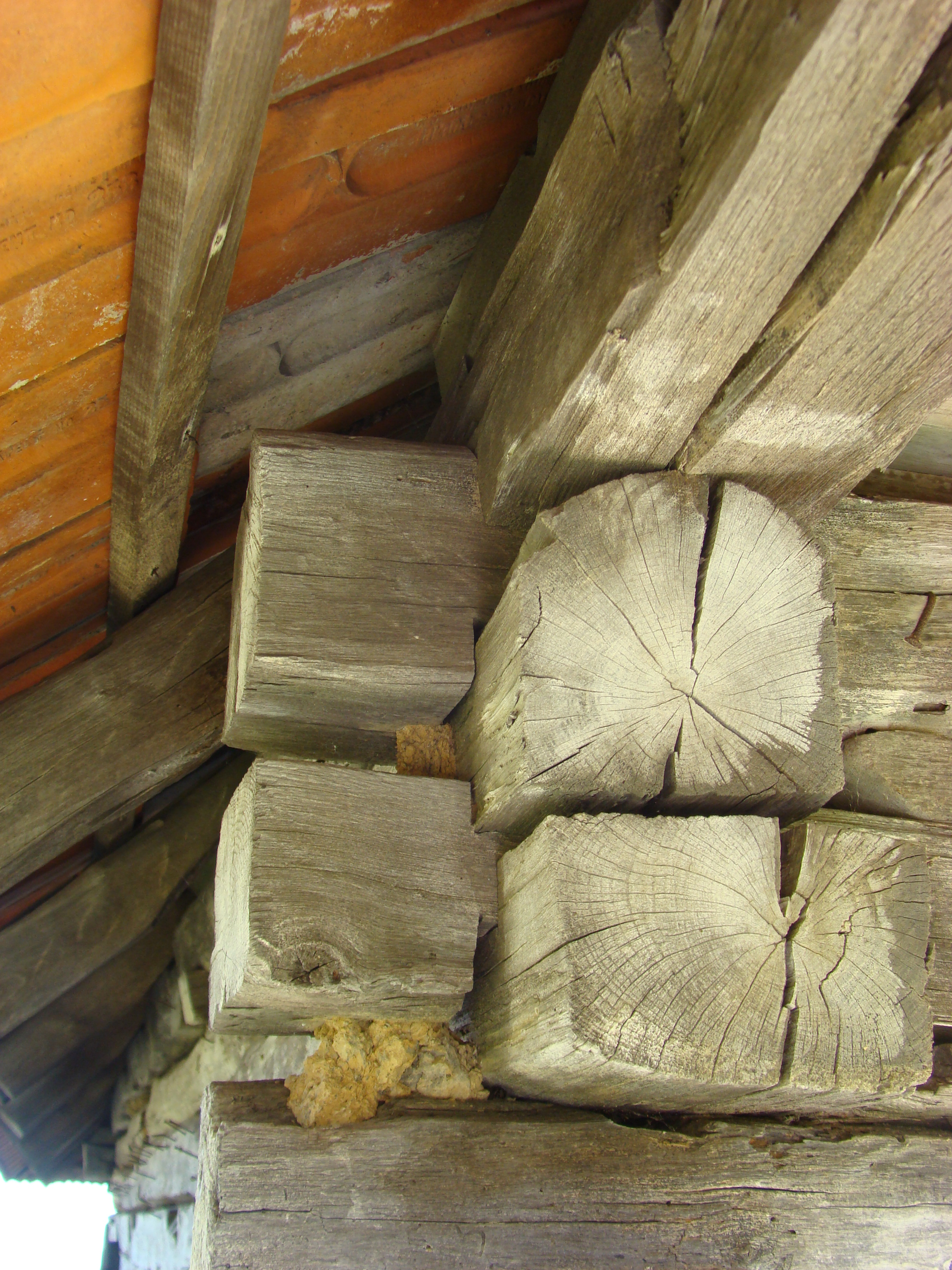
Console
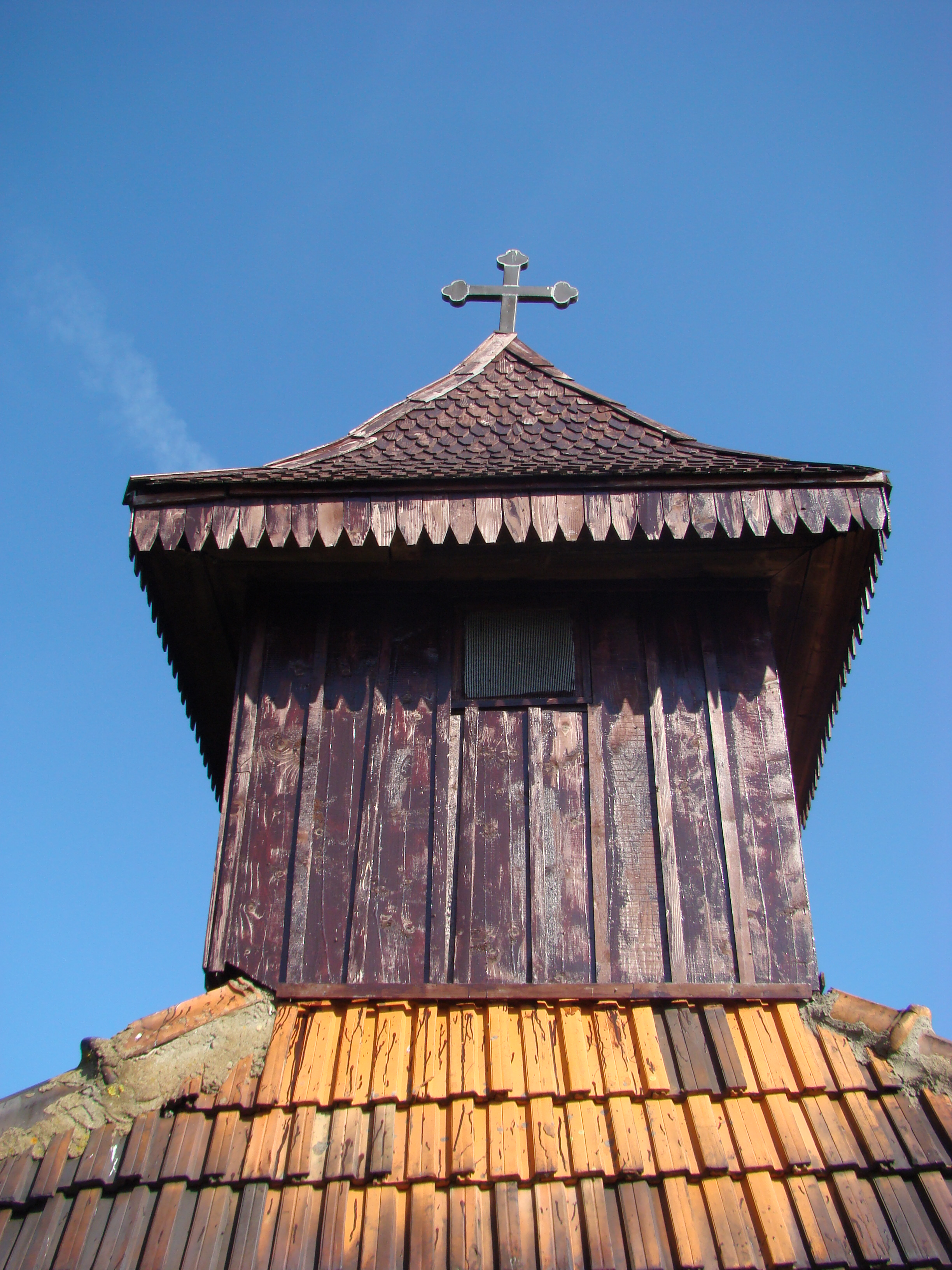
Turnul
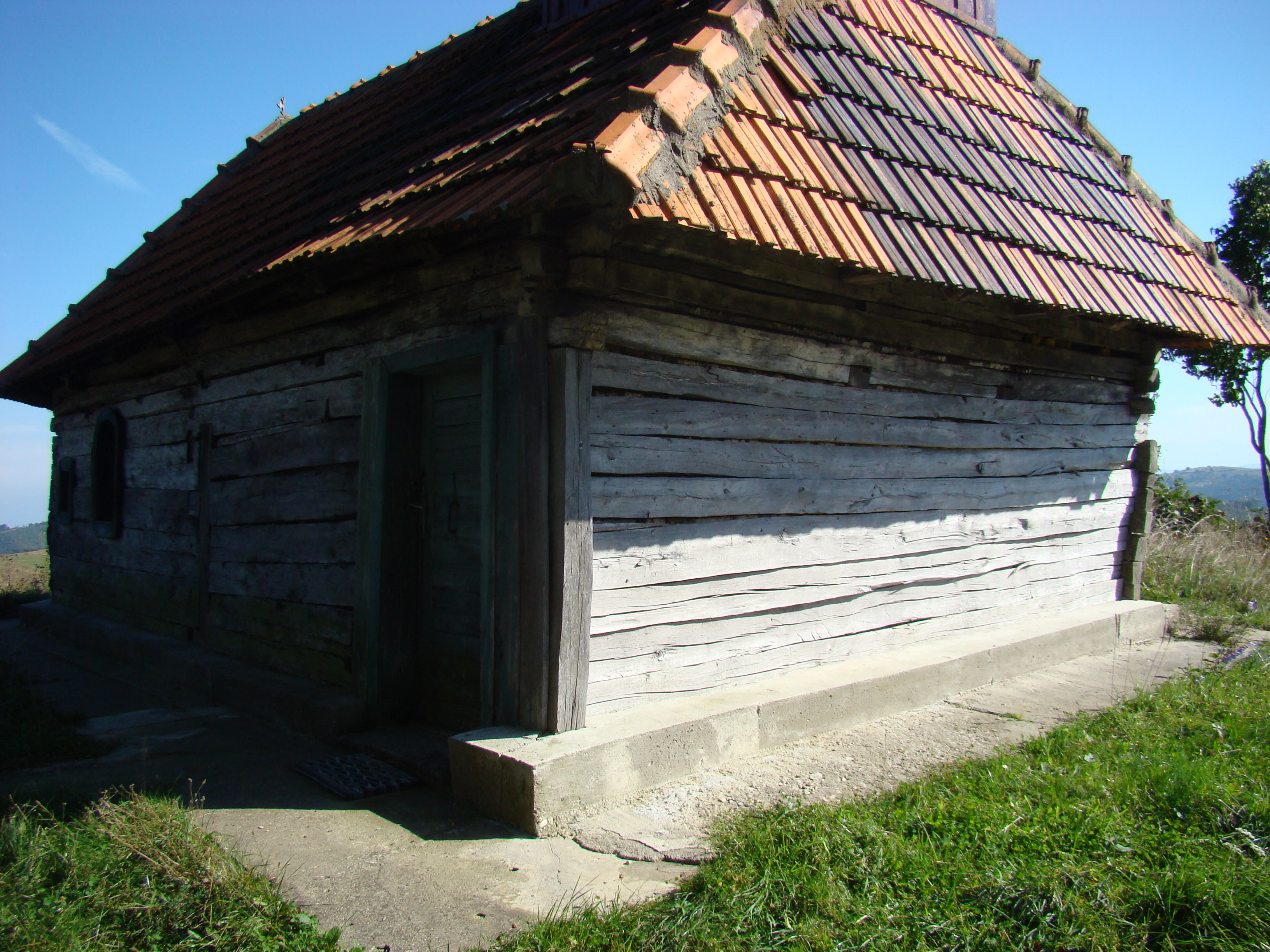
Latura sudică
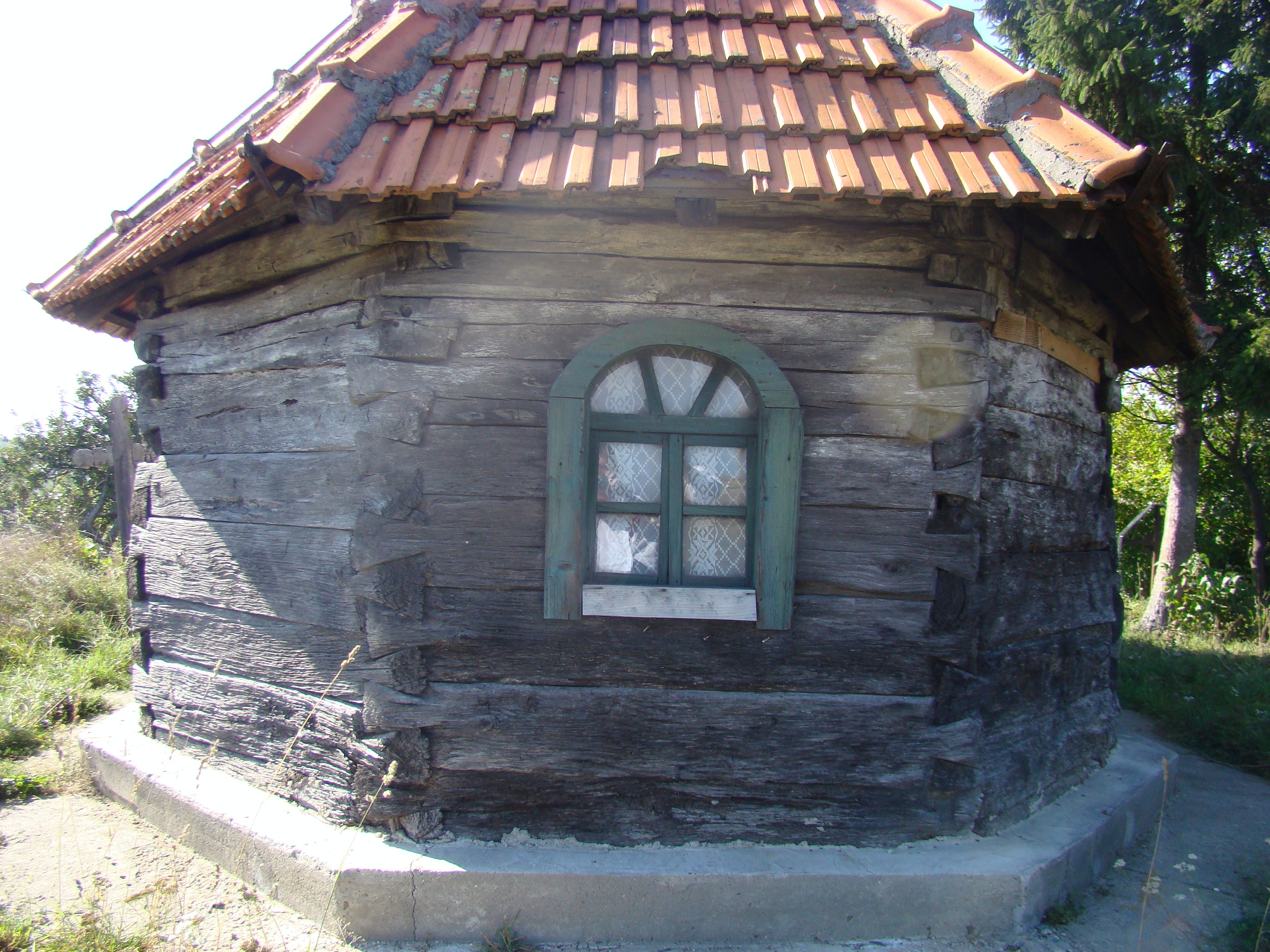
Absida altarului
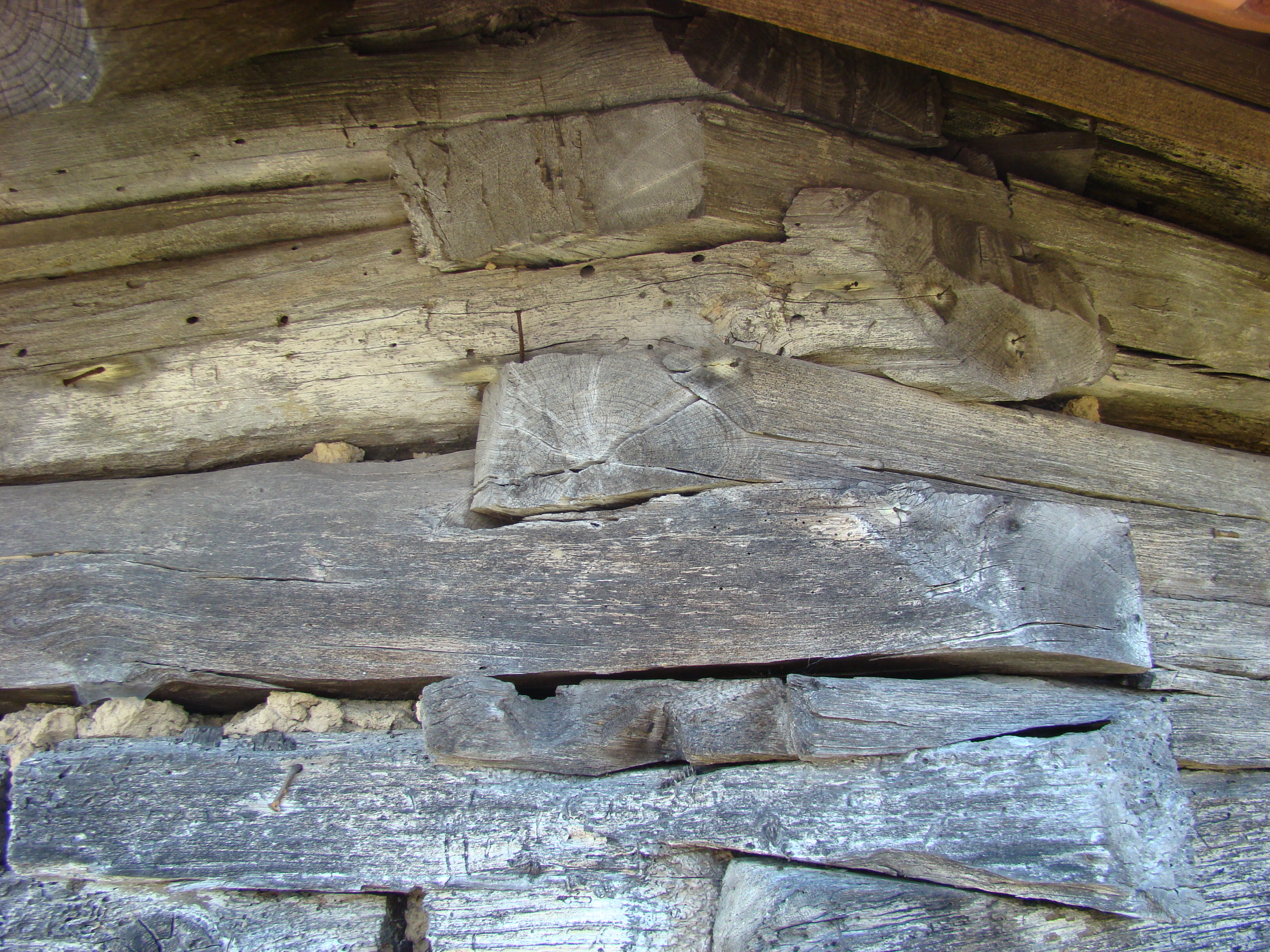
Îmbinări
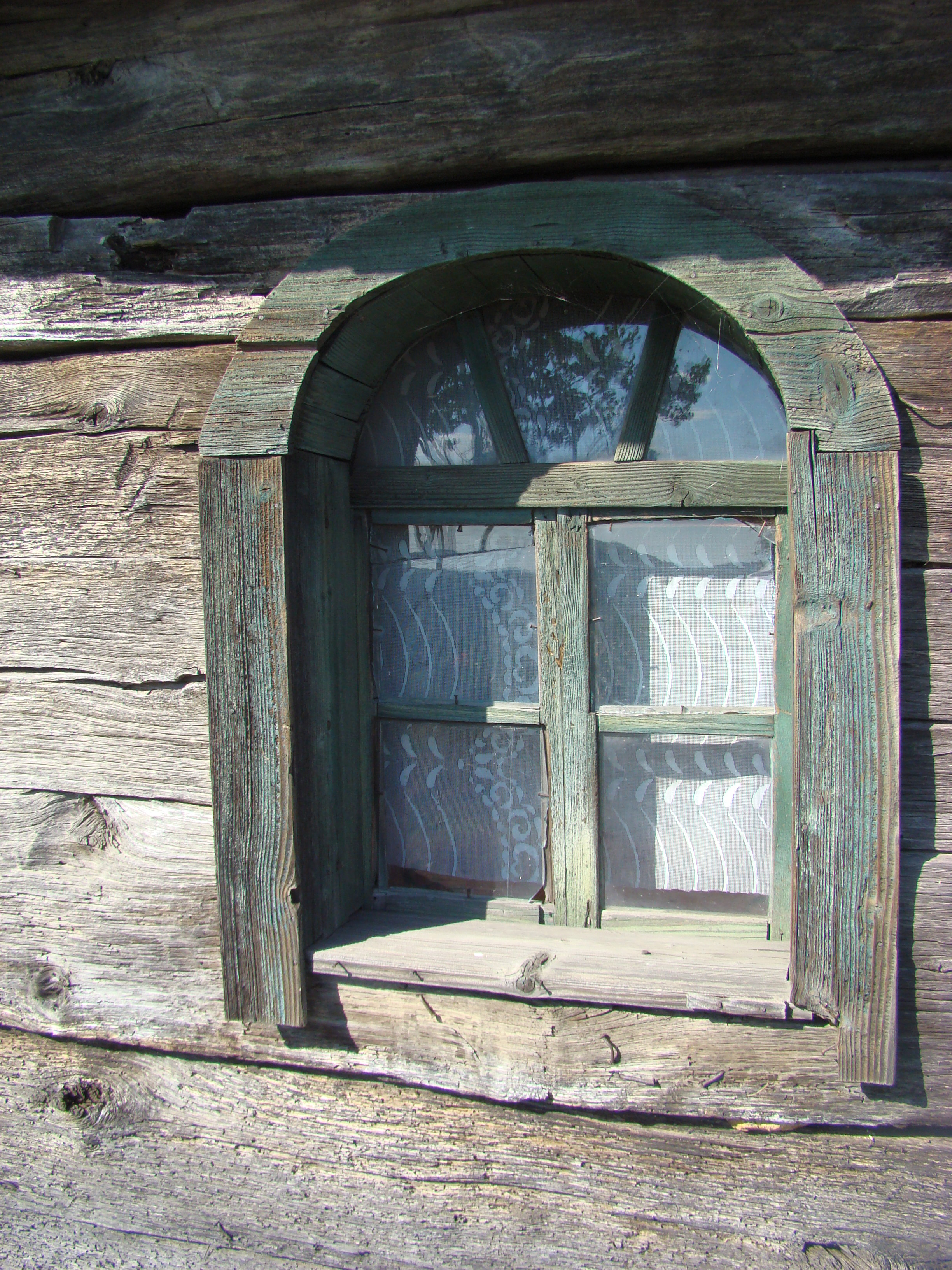
Fereastră
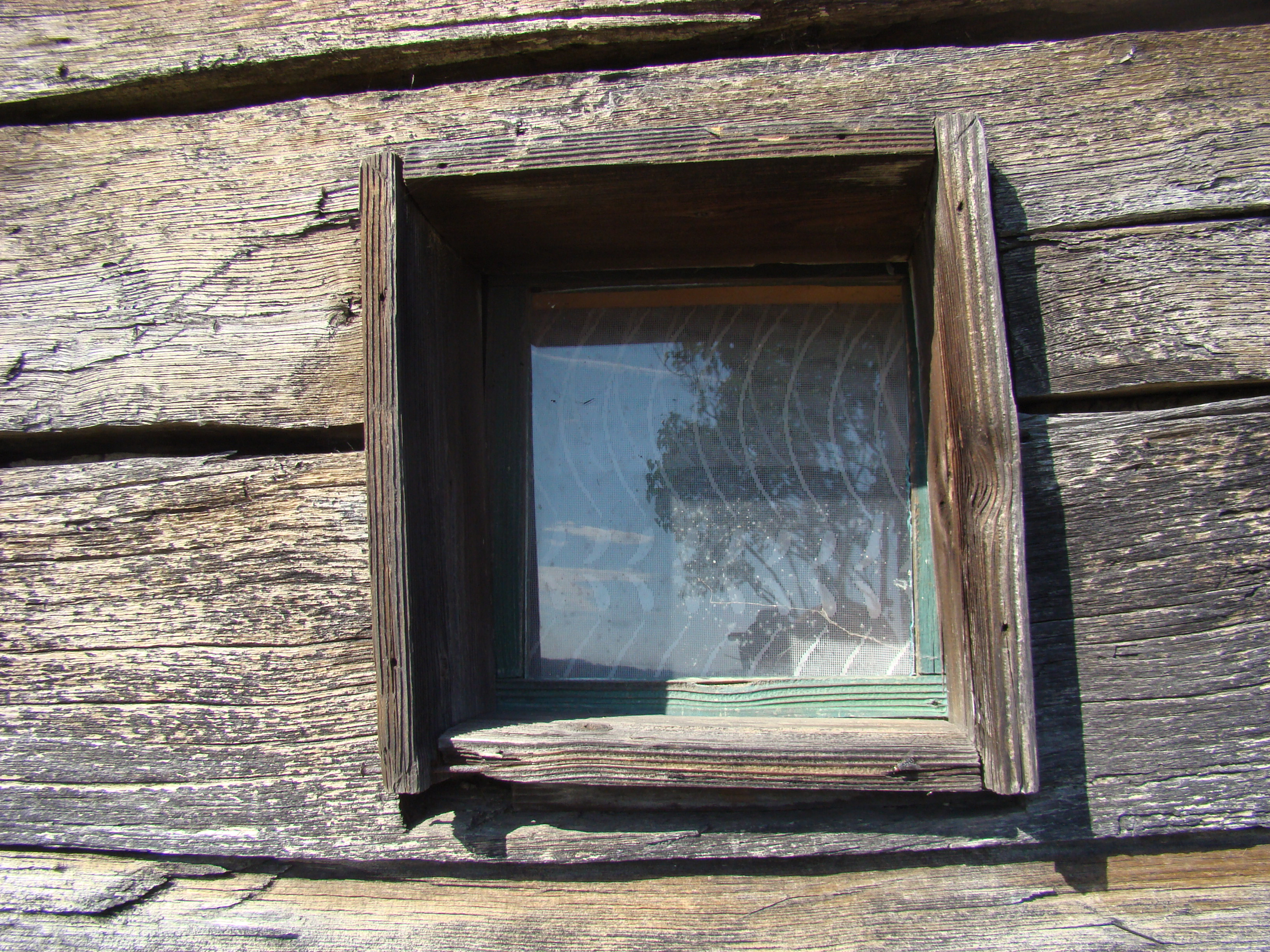
Fereastră
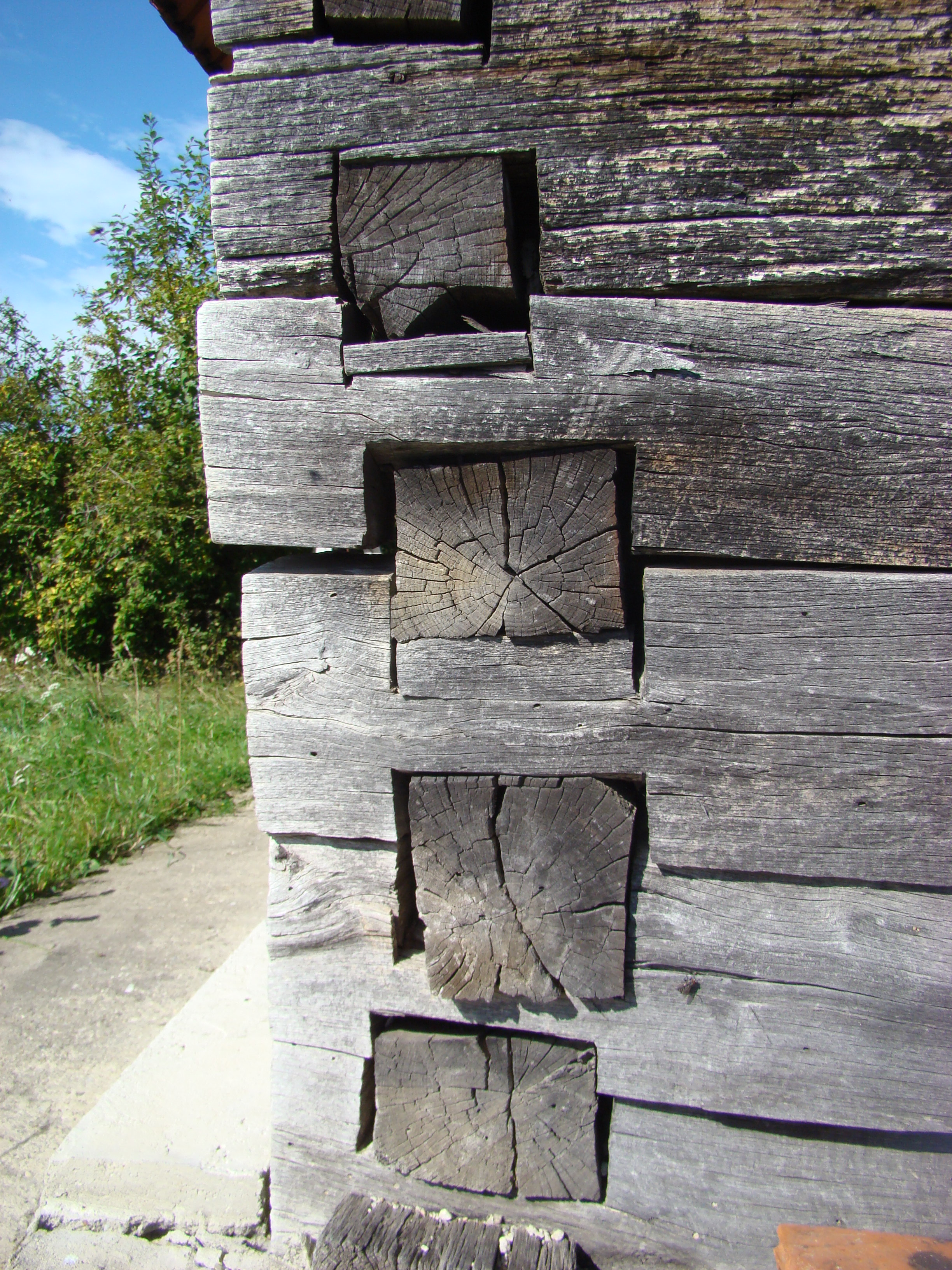
Îmbinări
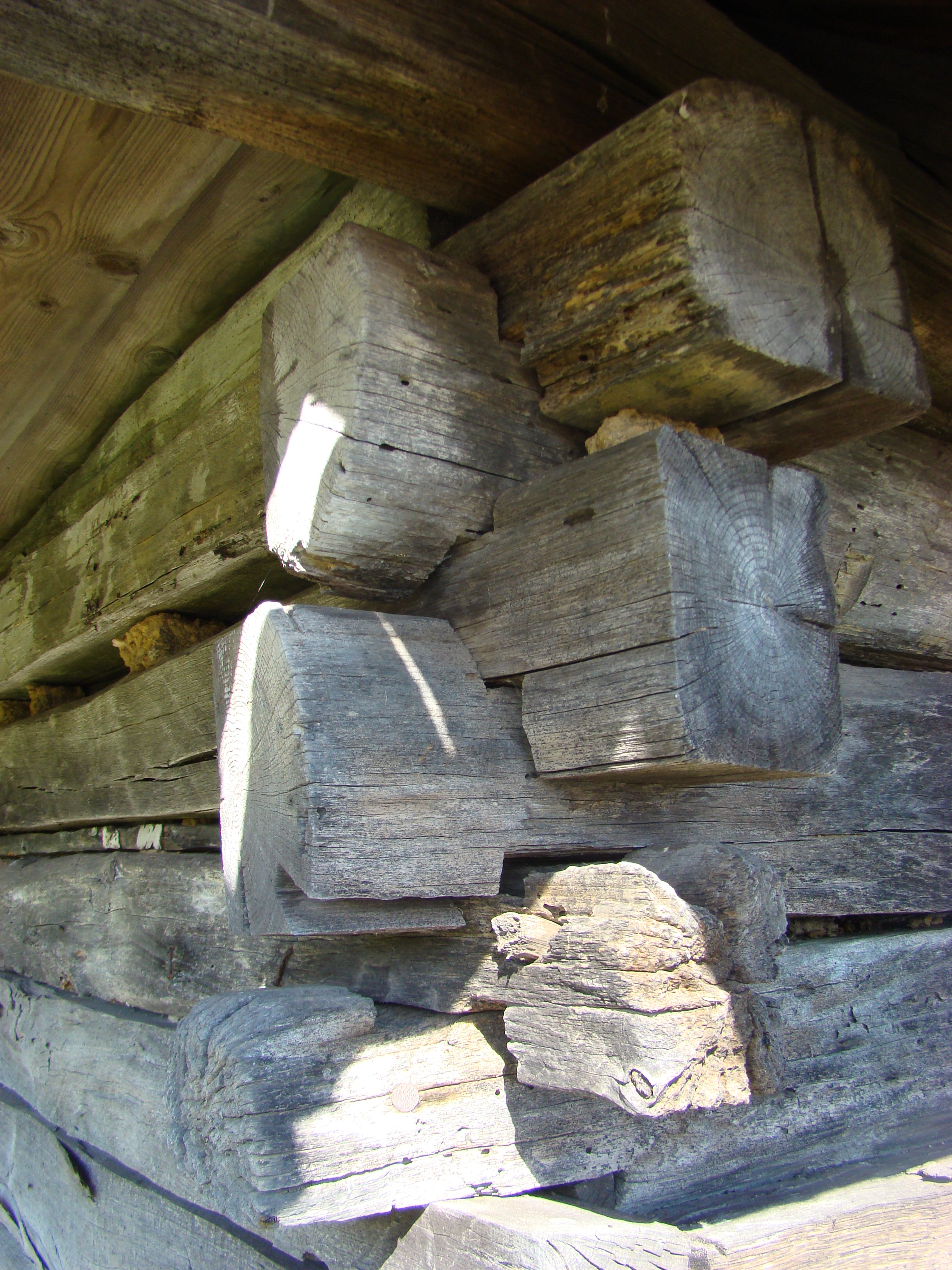
Console
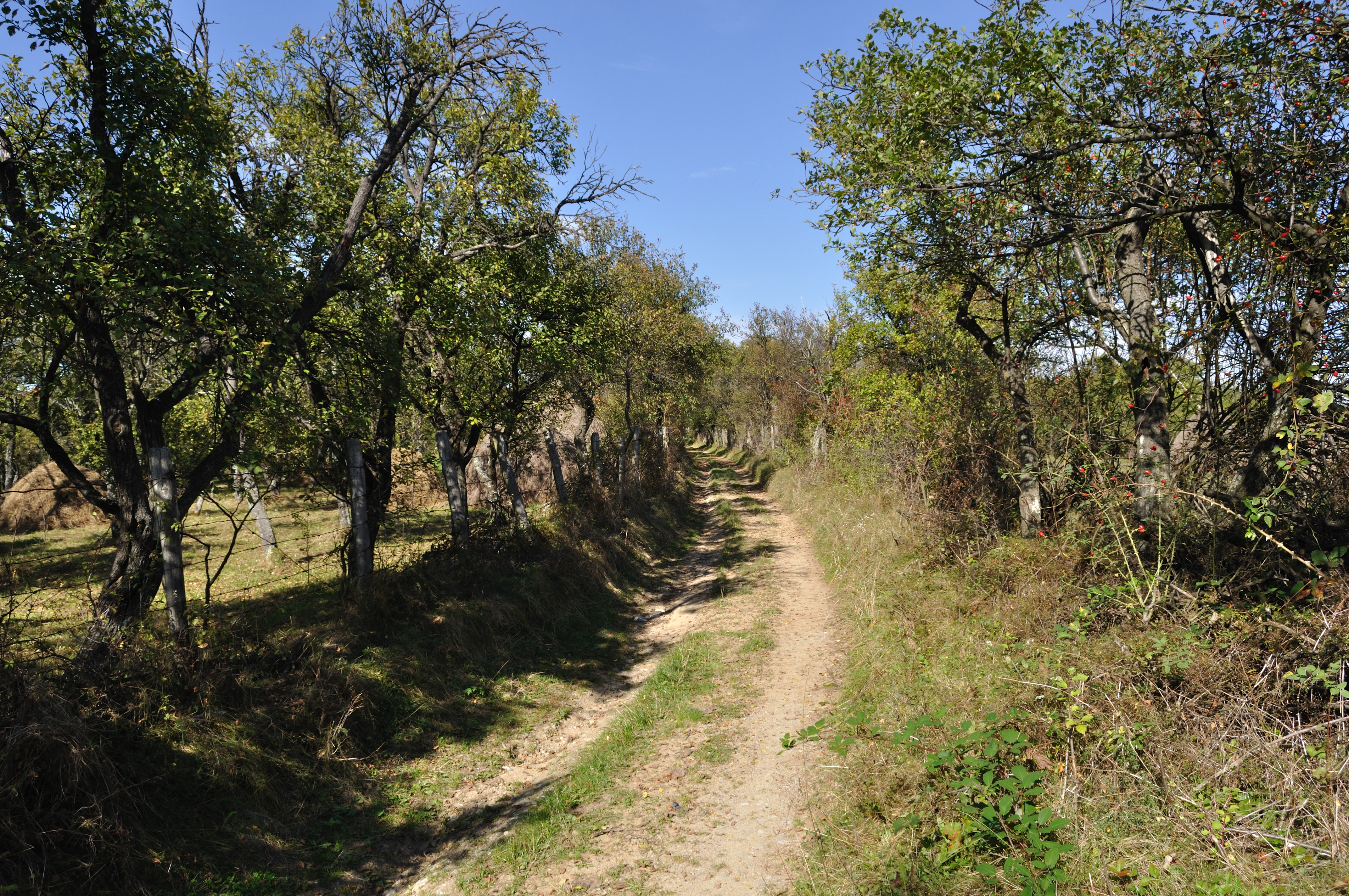
Drumul spre biserică